# Puntarenas (ciudad)
Puntarenas es una ciudad de Costa Rica, y capital del cantón de Puntarenas y la provincia de Puntarenas, la más extensa del país. Es la ciudad más grande y poblada del Pacífico costarricense. De acuerdo a la División Territorial Administrativa de la República, el área urbana que conforma esta ciudad se compone por tres distritos del cantón al que pertenece: Puntarenas, El Roble y Chacarita. Está ubicada en la costa oriental del golfo de Nicoya, frente a la península de Nicoya, en el océano Pacífico, sobre una lengua de tierra que da origen a su nombre.
La ciudad de Puntarenas es rica en historia, tradiciones y costumbres. Históricamente, fue el puerto más importante del Pacífico costarricense, por el que se dieron las principales exportaciones que permitieron el desarrollo del país durante el siglo XIX y parte del siglo XX. Por su posición costera, fue un importante centro de llegada de inmigrantes hacia la mitad del siglo XX. Su auge como destino turístico data de 1940.
Puntarenas es uno de los puertos marítimos más importantes del país; las principales exportaciones incluyen plátanos, café y pescado procesado entre otros productos, las cuales se hacen a través del puerto de Caldera (en concesión desde el 2006). En 2007, este puerto había movilizado 640 000 toneladas en contenedores, mostrando un incremento de 63.109 contenedores Teus a 169.827 (un crecimiento de 168%) entre 2006 y 2008. De este puerto del Pacífico sale el 13% de las exportaciones del país, y el 28% de la producción agrícola que el país destina a exportación, sobre todo azúcar, alcohol, madera y productos frescos como piña, melón y yuca, principalmente con destino a Estados Unidos (45% del país, 62% por Caldera), China, Singapur, Argentina, Chile y Perú, en un país donde las exportaciones marítimas representan el 81% según volumen medio de transporte.
La ciudad de Puntarenas también es asiento de industrias que producen productos tanto para el consumo nacional como para la exportación, representando estas industrias el 1.4% del total de la producción del país destinada a la exportación. Destacan entre estas industrias la procesadora de atún Sardimar, Alunasa (produce productos de aluminio para las industrias de la conversión, empaque, construcción, salones de belleza, utensilios de cocina, aires acondicionados y metalmecánica), la empresa INOLASA (productos orgánicos), la arrocera Miramar, el Grupo Fertica (fertilizantes y abonos), así como numerosas pequeñas y medianas empresas.
Puntarenas es una de las regiones turísticas más importantes de Costa Rica. Sus costas las engalanan abundantes islas, ensenadas, playas y tesoros naturales de gran belleza, que la convierten en un destino turístico por excelencia, tanto nacional como internacional, pues es también escala de cruceros. Su territorio ofrece gran variedad de atractivos fundamentados en el sol y la playa, los cuales se complementan con zonas protegidas, áreas insulares y continentales. La ciudad de Puntarenas funciona como lugar de estadía, distribución, escala y excursión a otras playas y lugares turísticos de la costa del Pacífico costarricense. El turismo es la principal actividad económica del país, con generación de $ 2.111.000.000 en divisas en el año 2010.
La ciudad se comunica con San José por carretera a unos 99 km.

## Toponimia
El nombre de la ciudad hace referencia a un proceso geomorfológico en forma de flecha donde está situada la ciudad ("punta de arenas"). Dicha lengua de tierra se formó debido a la acción de los ríos, vientos alisios y corrientes del río Barranca que traían arena y lodo.

## Historia

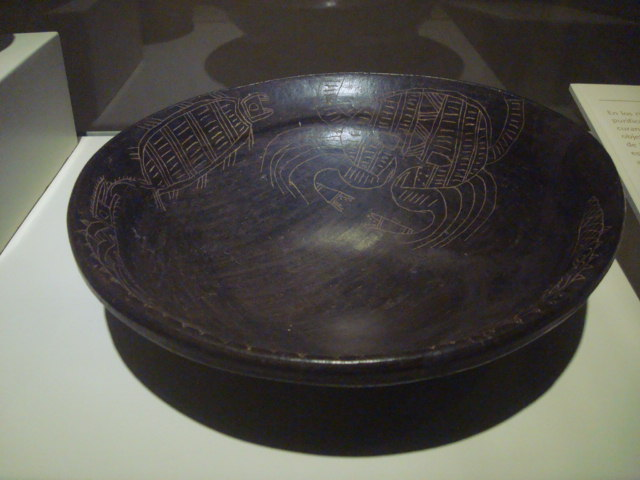
Cerámica negra de la isla de Chira, Puntarenas, con grabado de un cangrejo. Museo del Oro Precolombino.

La región donde hoy se ubica la ciudad de Puntarenas perteneció, durante la época precolombina, a la Gran Nicoya, área arqueológica que ocupa parte de la costa pacífica de Nicaragua, todo el actual Guanacaste y parte del litoral Pacífico de Costa Rica. Hasta antes de la llegada de los españoles en el siglo XVI, existían diversos cacicazgos de etnia chorotega que habitaban no solo el litoral Pacífico sino también varias de las islas del Golfo de Nicoya (Isla de Chira), entre los que destacan Corobicí, Abangares, Chome y Orotiña. El cacicazgo de Chorotega Vieja, gobernado por el rey Coyoche, se encontraba en la ensenada de Tivives, muy cerca de la actual ciudad de Puntarenas. También había varios cacicazgos pertenecientes al Reino Huetar de Occidente, que ocupaban el valle del río Grande de Tárcoles y la costa pacífica hasta Quepos, siendo el más importante el Cacicazgo del rey Garabito, cuyo principal asentamiento se situó en los llanos que hoy ocupa el distrito de Espíritu Santo del cantón de Esparza.
Los españoles iniciaron las exploraciones de la costa pacífica costarricense en 1519 cuando el conquistador español Hernán Ponce de León, en una expedición pilotada por Juan de Castañeda, penetró por primera vez el golfo de San Lucas (hoy golfo de Nicoya), y descubrió el territorio que más tarde se conocería con el nombre de Puntarenas.  Un año más tarde, Gil González Dávila llegó hasta el golfo, y recorrió y comerció con varios de los cacicazgos de la zona, llegando hasta el Reino de Nicoya y más tarde a Nicaragua. 
La primera población permanente fue Villa de Bruselas, fundada por Francisco Hernández de Córdoba en 1524, cerca de la desembocadura del río Grande de Tárcoles, a unos cinco kilómetros al noreste de la actual Villa Manzanillo. Esta población, el primer asentamiento español en Costa Rica, subsistió hasta 1527 cuando fue despoblada por orden de Pedrarias Dávila, luego fue repoblada por Gonzalo de Badajoz; y despoblada por segunda vez en 1529, por el capitán Andrés Garabito, por mandato de Diego López de Salcedo, quedando esta parte de la región dentro del corregimiento de la provincia de Nicoya, puertos de Chira y Paro. Entre 1554 y 1556 se edificó, en Chomes, la segunda iglesia del territorio costarricense, luego de la ermita de San Blas en Nicoya. En 1561, Juan de Cavallón y Arboleda estableció el campamento «Real de la Ceniza» en la entrada del río Grande de Tárcoles, cuyo cauce siguió para adentrarse en el Valle Central de Costa Rica. Esta misma vía utilizó Juan Vázquez de Coronado para penetrar en territorio costarricense en 1563 y fundar Cartago en el Valle del Guarco. 

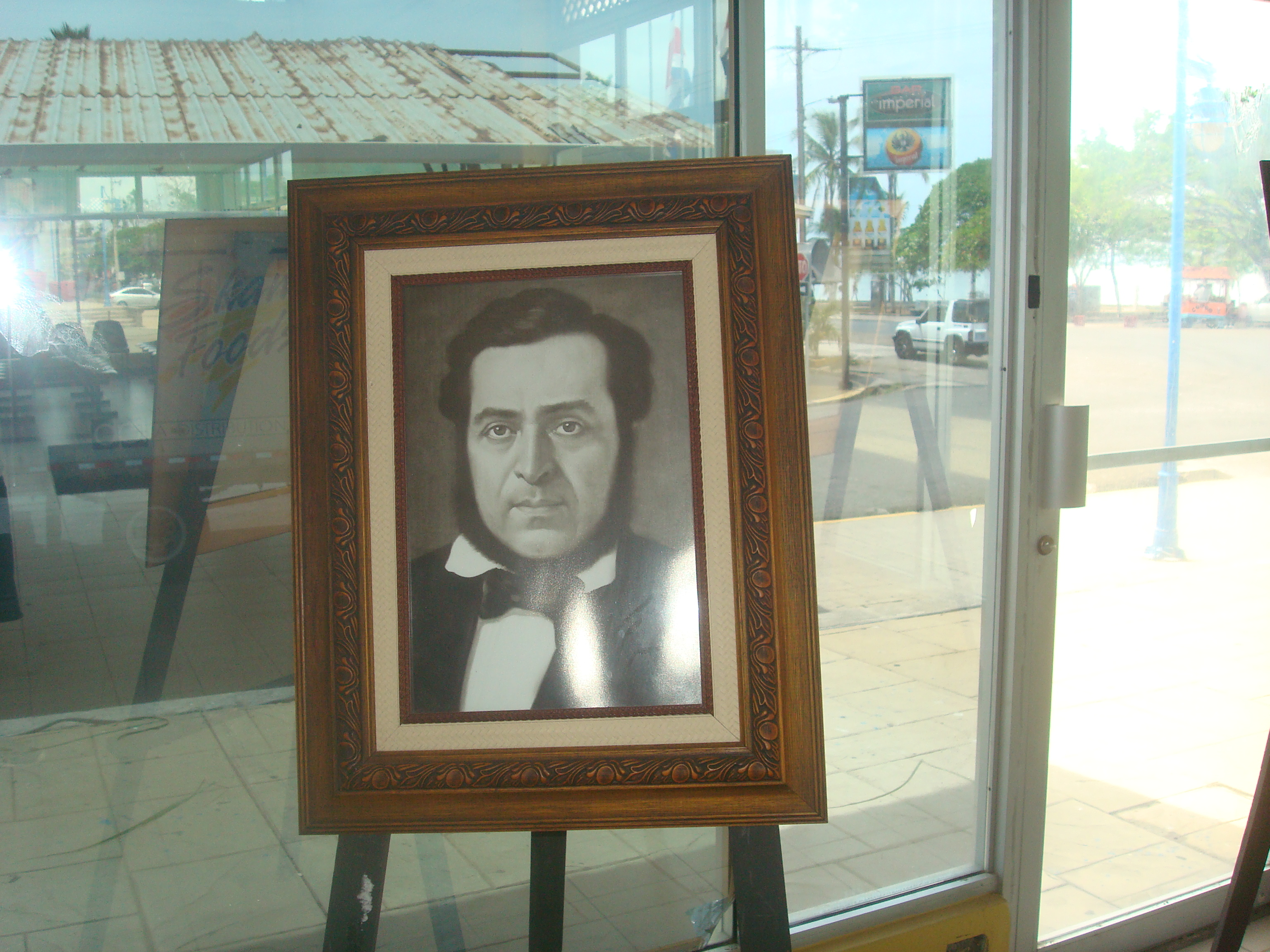
Retrato del expresidente costarricense Juan Rafael Mora Porras en la oficina del Instituto Costarricense de Turismo (antigua aduana) en la ciudad de Puntarenas. Durante su gobierno se le otorgó a Puntarenas el título de ciudad, el 17 de septiembre de 1858.

En 1568, Perafán de Ribera fundó la ciudad de Aranjuez y el puerto de la Ribera cerca de la desembocadura del Río Barranca. Esta ciudad fue el principal puerto de entrada al país hasta que el gobernador Alonso Anguciana de Gamboa trasladó a los pobladores hasta la ciudad de Espíritu Santo, en el Valle de Coyoche o Landecho, fundada por él cerca del actual cantón de Esparza.
La mención más antigua del nombre de Puntarenas data del 13 de febrero de 1720, donde se menciona la llegada del pirata John Clipperton a la «Punta de Arena» del Golfo de Nicoya. El primero en utilizarla como puerto de embarque y desembarque fue Miguel Antonio de Unanué, quien fue propietario de una extensa hacienda ubicada tras los manglares y esteros, al norte de la actual ciudad de Puntarenas, que todavÍa lleva el nombre de «El Palmar». Por el año de 1722, la lengüeta de tierra donde se encuentra actualmente Puntarenas comenzó a conocerse como «Puerto de Arenas». 
En un principio, la sociedad puntarenense estaba conformada por criollos, y se fortaleció con la llegada de los primeros forasteros procedentes de Nicaragua y de Chiriquí, Panamá. En 1814, se construyó un galerón de madera que tenía varios usos: fungió como oficinas de gobierno, aduana, hospital y Escuela de Primeras Letras y finalmente terminó como ermita. A solicitud del entonces gobernador de Costa Rica, Tomás de Acosta y Hurtado de Mendoza, realizada ante la Real Audiencia de Guatemala, y por intermediación del diputado de la Provincia de Costa Rica ante las Cortes de Cádiz, presbítero Florencio del Castillo, se declaró a Puntarenas, puerto mayor de Costa Rica, a partir del 21 de septiembre de 1814 (título que aún hoy en día ostenta), con Antonio Figueroa como su primer capitán de puerto (julio de 1815). Con el crecimiento de la población se hizo necesario la construcción de una iglesia. Primeramente, se edificó un galerón semidescubierto con techo de zinc, importado de Inglaterra. En el sitio donde estaba ubicado el galerón se construyó la iglesia, cuyo material era básicamente de madera. En 1898 el templo se quemó. En la actualidad, la iglesia, hoy Catedral de Puntarenas, se encuentra ubicada en el mismo lugar.
En 1834 se proyectó trasladar el puerto a Caldera, pero en 1840, el jefe de Estado Braulio Carrillo Colina, rehabilitó a Puntarenas como puerto para el comercio del país.  Se dispuso trazar las primeras calles, cuadras y se vislumbró lo que serían las avenidas de Puntarenas. Carrillo nombró a un gobernador en Puntarenas que continuó la labor iniciada en la construcción de las calles y avenidas, lo cual dio realce a la ciudad y contribuyó a que la misma se modificara. Posteriormente por decreto # 2 del 5 de marzo de 1847 se declaró puerto franco de altura para las exportaciones de café a Inglaterra y Chile, lo que aunado a la construcción del burrocarril, entre Barranca y Esparza y la construcción del ferrocarril entre San José y Puntarenas finalizado en 1910, permitió a la postre el aumento de la población.
En 1845, mediante ley, se ordenó la edificación de una ermita, cuyo patrono fue San Antonio de Padua; en 1889 se dedicó al Sagrado Corazón de Jesús. En 1850 se erigió la parroquia, la cual actualmente es sufragánea de la diócesis de Tilarán de la provincia eclesiástica de Costa Rica. El hospital San Rafael (hoy Clínica San Rafael) se construyó en 1852.

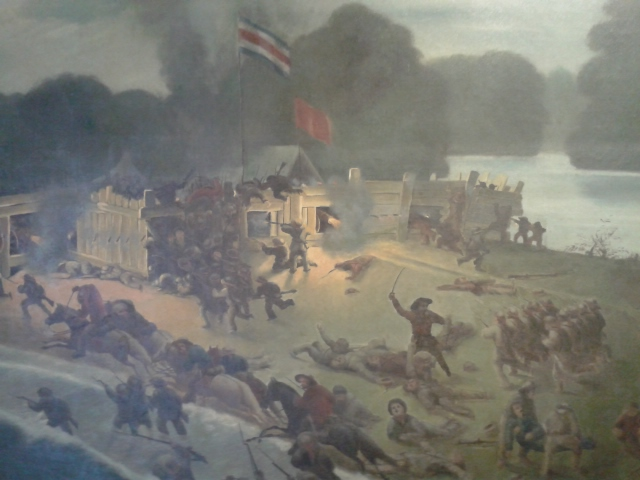
El combate de La Angostura, óleo sobre tela, de Lorenzo Fortino (1860). Museo Histórico Cultural Juan Santamaría, Alajuela.

En 1854, ya algunas familias acomodadas tenían sus fincas particulares en la zona y algunas otras tenían baños que alquilaban a los viajeros de la época.
El 17 de septiembre de 1858, en el gobierno de Juan Rafael Mora Porras, se le otorga el título de ciudad, obedeciendo al notorio aumento de la población y desarrollo comercial que ya se vivía en la zona, y como un gesto de agradecimiento por los servicios brindados por el pueblo a las tropas, durante la Campaña Nacional de 1856-1857. El transporte de mercancías, propiamente en las actividades portuaria, pesquera y artesanal, fue consolidando las bases de la nueva ciudad. Irónicamente, dos años más tarde, el 30 de septiembre de 1860, serían fusilados, tras el combate de La Angostura, en esta misma ciudad, Mora Porras, y el general José María Cañas Escamilla, por el gobierno de José María Montealegre, después de ser derrotados al intentar recuperar el poder, arrebatado en un golpe de Estado en 1859 y tras unos meses de exilio en El Salvador.
En 1864 se estableció un liceo de niñas. El 28 de febrero de 1873, se abre la prisión en la Isla San Lucas, que fue clausurada el 26 de julio de 1991. En esa fecha salieron de ella sus últimos 8 presos. Fue considerada como la cárcel más violenta de Costa Rica y una de las más horribles y miserables del mundo. En la división territorial escolar de la república de 1886, aparece Puntarenas como el distrito primero de la Comarca.
En 1887, el trayecto de la comunidad de Barranca a Puntarenas se efectuaba por medio del burrocarril, llamado así ya que el medio utilizado como tracción eran mulas. El gobierno de Cleto González Víquez impulsó la Ley de Ferrocarriles y en 1909 se efectuó el primer viaje entre la capital, San José, y Puntarenas, con la locomotora a vapor llamada «María Cecilia». Ese mismo año se inauguró el puente sobre el río Barranca. El Congreso Constitucional de la República del 7 de junio de 1909 promulgó la ley # 56 sobre división territorial municipal, que en su artículo primero, incisos 2, estableció las provincias del país para los efectos generales de la Administración Pública, entre los cuales aparece por primera vez Puntarenas con esa categoría. En 1910 se termina la construcción del ferrocarril del Pacífico, iniciada durante la administración de Rafael Yglesias Castro (1895).

Estación del tren del Pacífico en Puntarenas. Principios del.

El primer muelle de Puntarenas fue terminado el 4 de julio de 1913 (llamado «el muellecito»), que permitió fortalecer el comercio de la ciudad con la Península de Nicoya. En 1927, un segundo muelle («el muelle grande de la playa») se constituyó en uno de los principales puntos de exportación de café, situación que lo convirtió en el puerto más importante de la costa pacífica. Este muelle fue, por muchos años, una importante fuente de empleo de la ciudad.
En 1932 se realizó el primer estudio con miras a hacer la construcción de la cañería que abastecería a Puntarenas de agua potable. Esto dio paso al proceso de urbanización de sectores alejados de la periferia central de la ciudad.
La escuela Delia Urbina de Guevara, se bautizó con ese nombre en 1936.

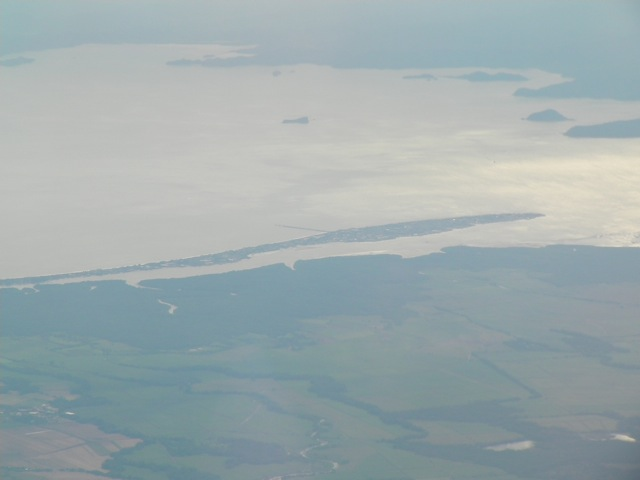
Vista aérea del Golfo de Nicoya y de la ciudad de Puntarenas.

Su auge como destino turístico data desde el año 1940, fecha en que llegó a ser conocida como el «Balneario Nacional» debido a que la mayoría de los habitantes del país, especialmente los del Valle Central, recorrían un largo camino para poder disfrutar de su sol y playa. Era el sitio preferido para disfrutar de una romántica luna de miel.
Los primeros inmigrantes chinos llegaron a la costa de Puntarenas en 1948. En ese año empezaron a construirse las escolleras o malecones con el fin de detener el lavado de la playa ocasionado por las fuertes mareas en el sector de la punta. En 1950 se construyó la carretera interamericana y luego años después se construyó la carretera Alberto Echandi a la ciudad de Puntarenas.
En 1956 se inauguró el Liceo José Martí. El primer carnaval se efectuó en 1970. En 1972 se instaló un recinto con servicios educativos descentralizados de la Universidad de Costa Rica y en 1980 se creó el Colegio Universitario de Puntarenas, lo que abrió la posibilidad de educación superior en la ciudad de Puntarenas.
El 27 de febrero de 1987 se inauguró el bulevard entre la Catedral y la antigua Comandancia de Puntarenas. El 15 de diciembre de 1989 se inauguró la Casa de la Cultura en el edificio que correspondiera a la antigua Comandancia de la Guardia Civil de Puntarenas, que en 1977 había sido declarado patrimonio arquitectónico del país. El museo de la Casa de la Cultura fue inaugurado el 22 de agosto de 1992.
En septiembre de 1998, tras la remodelación de la Capitanía del puerto y la reconstrucción del muelle, dentro del marco del programa «Puntarenas por siempre» (que buscaba revitalizar a la ciudad), en cooperación de Costa Rica con la República de China en Taiwán , empezaron a llegar los primeros cruceros con turistas extranjeros de varias partes del mundo.

## Geografía y clima

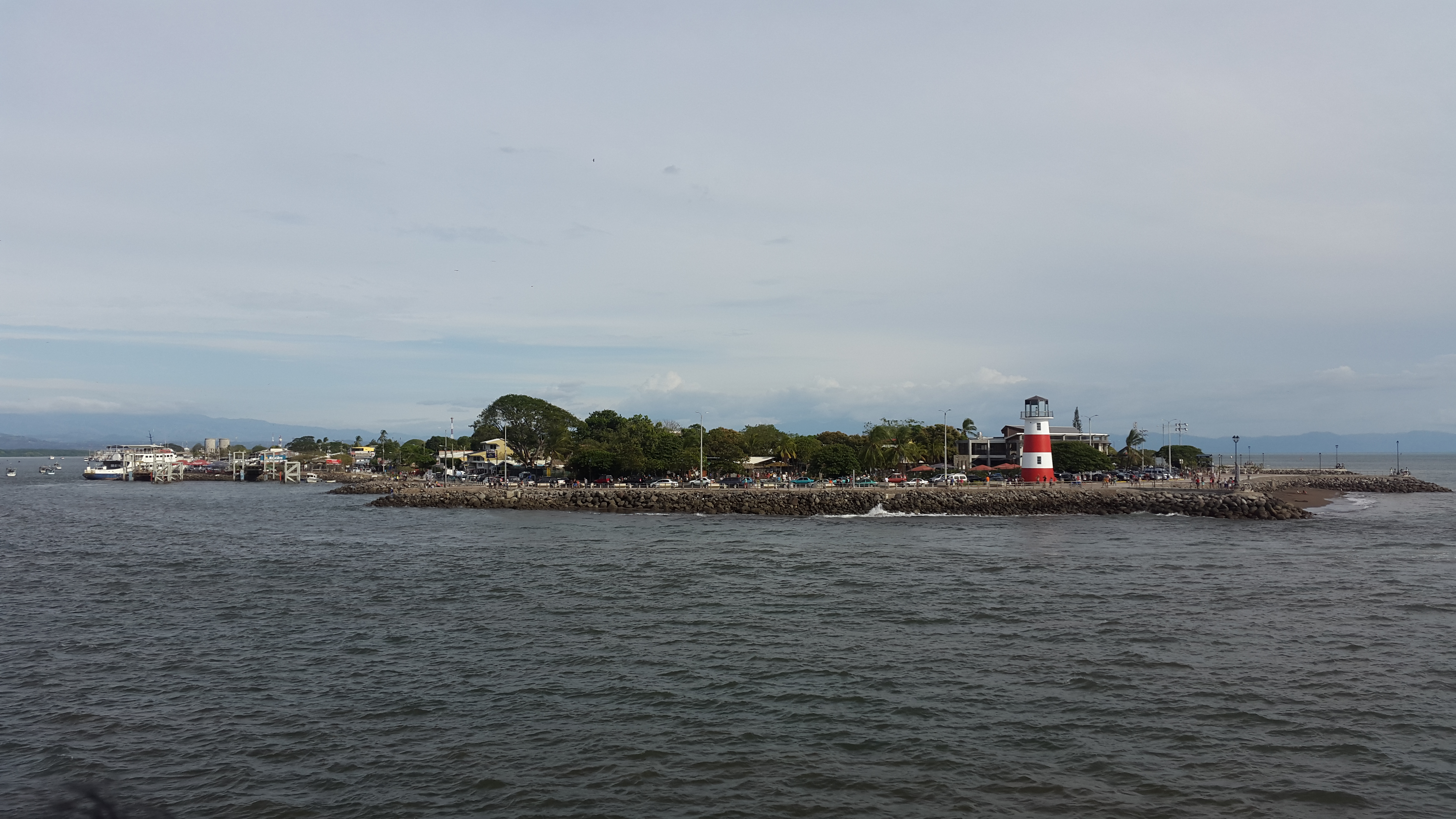
Vista del sector de la punta desde el golfo de Nicoya.

La ciudad de Puntarenas se encuentra a nivel del mar, construida sobre una angosta franja de arena que se proyecta en forma de flecha hacia el océano, sobre la margen este del golfo de Nicoya. Esta punta de arena, de 1.842 km² y que da nombre a la ciudad, se ha formado a lo largo de los siglos por el depósito de sedimentos que arrastra el río Barranca. La franja de tierra está unida al resto del territorio nacional por un estrecho estero, que separa el golfo de Nicoya del estuario y humedal de Puntarenas. El estero de Puntarenas, de 2.500 hectáreas, es uno de los más importantes en su clase en el Pacífico Central centroamericano, y en él habitan algunas especies como las algas, el mangle, bivalvos, crustáceos, peces, reptiles, cocodrilos, caimanes, tortugas y mamíferos.
El clima de la región donde se ubica Puntarenas es de tipo tropical seco, con dos estaciones bien definidas, un corto verano o estación seca, y una estación lluviosa. La temperatura promedio ronda entre los 28 y los 34 °C, suavizada por la brisa marina.
| Parámetros climáticos promedio de Puntarenas (1959–2000) | Parámetros climáticos promedio de Puntarenas (1959–2000) | Parámetros climáticos promedio de Puntarenas (1959–2000) | Parámetros climáticos promedio de Puntarenas (1959–2000) | Parámetros climáticos promedio de Puntarenas (1959–2000) | Parámetros climáticos promedio de Puntarenas (1959–2000) | Parámetros climáticos promedio de Puntarenas (1959–2000) | Parámetros climáticos promedio de Puntarenas (1959–2000) | Parámetros climáticos promedio de Puntarenas (1959–2000) | Parámetros climáticos promedio de Puntarenas (1959–2000) | Parámetros climáticos promedio de Puntarenas (1959–2000) | Parámetros climáticos promedio de Puntarenas (1959–2000) | Parámetros climáticos promedio de Puntarenas (1959–2000) | Parámetros climáticos promedio de Puntarenas (1959–2000) |
| Mes                                                      | Ene.                                                     | Feb.                                                     | Mar.                                                     | Abr.                                                     | May.                                                     | Jun.                                                     | Jul.                                                     | Ago.                                                     | Sep.                                                     | Oct.                                                     | Nov.                                                     | Dic.                                                     | Anual                                                    |
| -------------------------------------------------------- | -------------------------------------------------------- | -------------------------------------------------------- | -------------------------------------------------------- | -------------------------------------------------------- | -------------------------------------------------------- | -------------------------------------------------------- | -------------------------------------------------------- | -------------------------------------------------------- | -------------------------------------------------------- | -------------------------------------------------------- | -------------------------------------------------------- | -------------------------------------------------------- | -------------------------------------------------------- |
| Temp. máx. media (°C)                                    | 33.5                                                     | 34.4                                                     | 34.0                                                     | 34.6                                                     | 33.1                                                     | 32.2                                                     | 32.2                                                     | 32.2                                                     | 31.9                                                     | 31.6                                                     | 31.8                                                     | 32.0                                                     | 32.8                                                     |
| Temp. media (°C)                                         | 27.6                                                     | 28.3                                                     | 28.4                                                     | 29.2                                                     | 28.6                                                     | 27.9                                                     | 27.7                                                     | 27.6                                                     | 27.5                                                     | 27.4                                                     | 27.3                                                     | 27.0                                                     | 27.9                                                     |
| Temp. mín. media (°C)                                    | 21.7                                                     | 22.2                                                     | 22.9                                                     | 23.7                                                     | 24.1                                                     | 23.6                                                     | 23.2                                                     | 23.1                                                     | 23.1                                                     | 23.2                                                     | 22.8                                                     | 22.1                                                     | 23                                                       |
| Lluvias (mm)                                             | 5                                                        | 5                                                        | 5                                                        | 30                                                       | 205                                                      | 215                                                      | 175                                                      | 225                                                      | 295                                                      | 280                                                      | 130                                                      | 30                                                       | 1600                                                     |
| Horas de sol                                             | 265                                                      | 255                                                      | 280                                                      | 255                                                      | 200                                                      | 155                                                      | 165                                                      | 170                                                      | 160                                                      | 165                                                      | 185                                                      | 230                                                      | 2490                                                     |
| Fuente: = Climates to travel                             |                                                          |                                                          |                                                          |                                                          |                                                          |                                                          |                                                          |                                                          |                                                          |                                                          |                                                          |                                                          |                                                          |

## Urbanismo
La lengua de tierra que ocupa la ciudad de Puntarenas fue un sitio poco poblado al menos hasta 1814, cuando se declaró la zona como puerto franco. La arquitectura colonial española siempre estuvo presente durante gran parte de su historia, pero hoy la mayoría de los edificios coloniales prácticamente han desaparecido. En 1814, se edificó un galerón que funcionó como oficina de gobierno, aduana, hospital, escuela de Primeras Letras y finalmente, ermita. Este sitio sirvió como punto de encuentro de la población, que se fue asentando alrededor de la iglesia, dando lugar al sitio que hoy corresponde al barrio El Carmen. Posteriormente, esta ermita fue substituida por una iglesia de madera, que se quemó en 1898, siendo substituida por el templo actual al Sagrado Corazón de Jesús, hecho en piedra, y que ocupa el mismo lugar.
La iglesia, como punto central de la ciudad, fue el sitio a donde convergían una serie de angostas calles de tierra provenientes de lugares estratégicos de la ciudad. En 1840, el jefe de Estado Braulio Carrillo decidió trazar las primeras calles, avenidas y cuadras de Puntarenas, cuya disposición sigue, en cierta forma, vigente en la actualidad. La construcción del primer acueducto en 1932 permitió abastecer a Puntarenas de agua potable, y abrió paso a la urbanización de otros sectores alejados del casco central de la ciudad.
Durante el siglo XIX, la mayoría de la población se agrupaba a lo largo del estero en casas de caña con techos de paja. Entre 1870 y 1890, con la construcción del ferrocarril, se empezaron a construir una serie de casas de cemento, madera y teja, amplias y de techo alto, bien ventiladas, con ventanas rectangulares y amplios corredores con barandas, que se propagaron a lo largo de la línea férrea, y eran asignadas a los ferrocarrileros y sus familias. También existían otras construcciones más elaboradas, de estilos europeos tropicalizados, como las pertenecientes a las navieras del capitán inglés William Le Lacheur, así como la casa de los cónsules de Francia y Gran Bretaña.
A finales del siglo XIX e inicios del siglo XX, se fueron construyendo una serie de iconos urbanísticos para servir a las actividades el puerto: la Comandancia de la Guardia Civil y la cárcel (1850), la aduana del ferrocarril (1872), el alumbrado público (1907), el muelle de hierro (1928), el Paseo de los Turistas (1930), el palacio municipal y la Capitanía (1938). En 1940, la declaratoria de Puntarenas como balneario nacional inició el auge del turismo, que aumentó en 1950 con la construcción de la carretera interamericana y en 2005 con la apertura de la ruta 27.
El área metropolitana de Puntarenas inicia en Barranca y se continúa con la población de El Roble, que también se comunica por carretera con el distrito de Caldera, donde está el principal puerto comercial de Costa Rica por el Pacífico. El principal punto de acceso a Puntarenas se da por el estero, sobre el cual corren tanto la carretera como la vía férrea. Entre la población de El Roble y el estero, existe una ciclovía, pues la bicicleta es un importante medio de transporte para la población puntarenense. Entre El Roble y el centro de Puntarenas existen poblaciones densamente habitadas, como Chacarita, Carrizal y El Cocal.

## Demografía

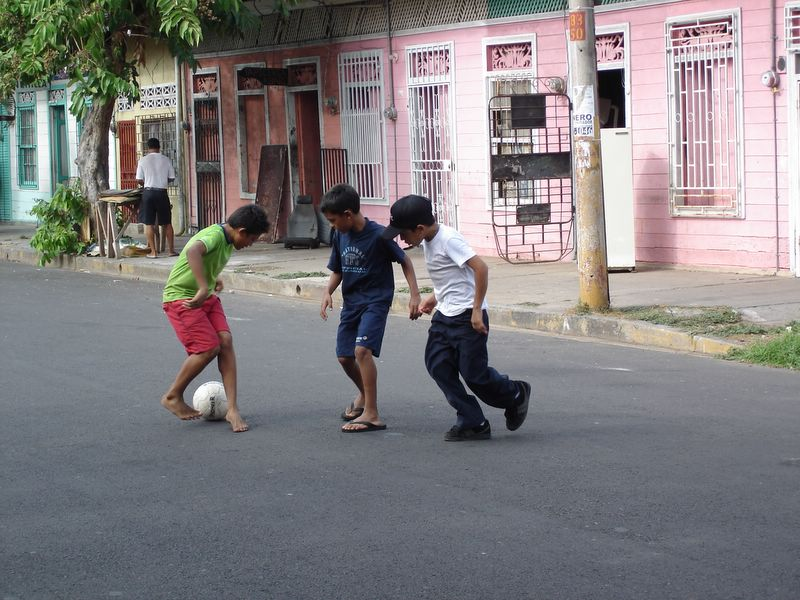
Niños jugando en una calle de Puntarenas.

Para el censo del año 2011, la población de la ciudad de Puntarenas alcanzó los 41.528 habitantes.
La región estuvo habitada por poblaciones nativas que inclusive colonizaron las islas del golfo, como Chira y San Lucas. La zona de la franja donde se ubica la ciudad fue utilizada como fondeadero durante la Colonia. En 1840, se delinearon sus calles y avenidas y para 1848, la densidad poblacional aumentó cuando se le declaró como principal puerto del Pacífico. En 1858, por el rápido incremento poblacional, se le otorgó el título de ciudad. En 1843, al habilitarse la ruta entre San José y Puntarenas, era frecuente la llegada de carretas cargadas de café provenientes del Valle Central, grano que se exportaba a Inglaterra.
De esta forma, la actividad portuaria permitió que llegaran gran cantidad de inmigrantes tanto del interior del país como extranjeros. La composición de la población, a mediados del siglo XIX, estaba formada principalmente por criollos, inmigrantes del Valle Central, de Guanacaste y de Nicaragua. A partir de 1855 y hasta finales de siglo, llegaron muchos inmigrantes chinos. había también una numerosa colonia panameña, principalmente proveniente de Chiriquí, y otro tanto de cubanos, venezolanos y guatemaltecos, puesto que Puntarenas se convirtió en tierra de refugio para perseguidos políticos de distintos países hispanoamericanos. Desde la época colonial, hubo una importante presencia de población negra, principalmente esclavos africanos traídos por los españoles, que luego se mezclaron con los indígenas y los mismos españoles para dar lugar a los "cholos", pobladores mestizos con diversos rasgos de estas etnias, generalmente con piel morena o negra. La construcción del ferrocarril entre los años de 1870 y 1890 trajo grandes variantes en la comunidad, pues se emplearon trabajadores extranjeros como chinos, italianos y afrocaribeños, lo que trajo como consecuencia la mezcla de razas, costumbres y cultura.
En lo que se refiere a indicadores, según datos del censo realizado en 2011 por el Instituto Nacional de Estadística y Censos, la población de la provincia de Puntarenas posee una tasa de mortalidad infantil (9.59 por mil nacimientos en 2014) más elevada que la correspondiente a Costa Rica, una menor escolaridad promedio y un mayor rezago escolar de los pobladores de la provincia con respecto al país en general, y un índice de pobreza de 27.4%, mayor que el promedio del país. A nivel del cantón de Puntarenas, donde se ubica la ciudad, la tasa de alfabetización alcanzó el 99.1% en el año 2016, en la población entre los 15 y los 24 años.

## Economía
Las principales actividades económicas de la ciudad de Puntarenas son la pesca, tanto artesanal como industrial, y el turismo, que destaca tanto por el turismo de sol y playa como por sus fantásticos parques naturales, seguidos del comercio, los servicios y algunas industrias.

### Pesca

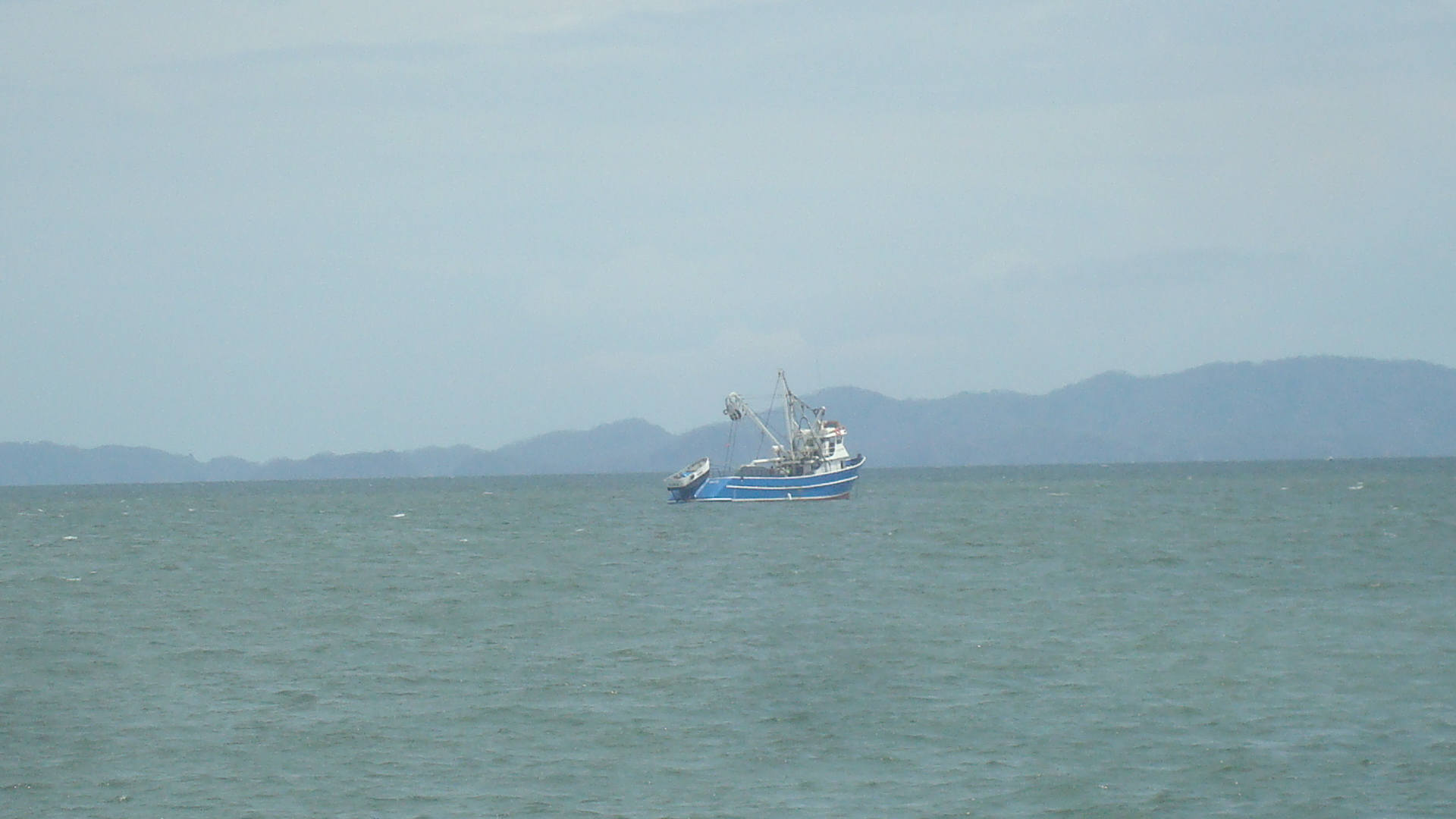
Barco pesquero en el Golfo de Nicoya frente a las costas de Puntarenas.

El puerto de Puntarenas absorbe cerca del 90% de la flota pesquera regional. Un 96.5% de la flota corresponde a embarcaciones de tipo artesanal, pangas y botes, y un 3.5% se dedica a la pesca semiindustrial e industrial. La actividad pesquera aporta al país cerca de 3.500.000 kg de pescado. La mayor parte de las capturas se realiza en el golfo de Nicoya (73.8%), y destacan el atún y el camarón. Un 25.9% de las capturas a nivel nacional son realizadas en la zona del Pacífico. La zona del estero es de importante relevancia para la vida económica principalmente de los pescadores artesanales de la región. En el estero también se encuentran los asentamientos de los muelles de pesca industrial.

### Sector industrial
La ciudad es asiento de diversas industrias, cuyas actividades se encuentra muy relacionadas con la actividad pesquera, procesamiento de sardinas y atunes, frigoríficos, fábricas de hielo, fábricas de harina, maquila, ingenios azucareros, industrias de abonos y químicos, embutidos, fábricas de productos lácteos, torrefacción de café, mataderos, fábrica de café, alimentos de animales, industria avícola, etc.

### Servicios
- transporte (públicos y privados) de personas.
- transporte marítimo (ferry y cabotaje), turístico y aeropuerto.
- centros de recreación (Parque Marino del Pacífico).
- centros de estudio (públicos y privados) para diferentes niveles y edades.
- bancos, mutuales, financieras, cajas de cambio.
- hospitales, clínicas, Ebais, clínicas privadas.

### Comercio
La mayor actividad comercial se concentra desde el Barrio El Carmen hasta el cruce de Barranca, donde existen diversos tipos de comercio como tiendas, bazares, panaderías, supermercados, mercados, ferias agrícolas,  etc.

### Turismo

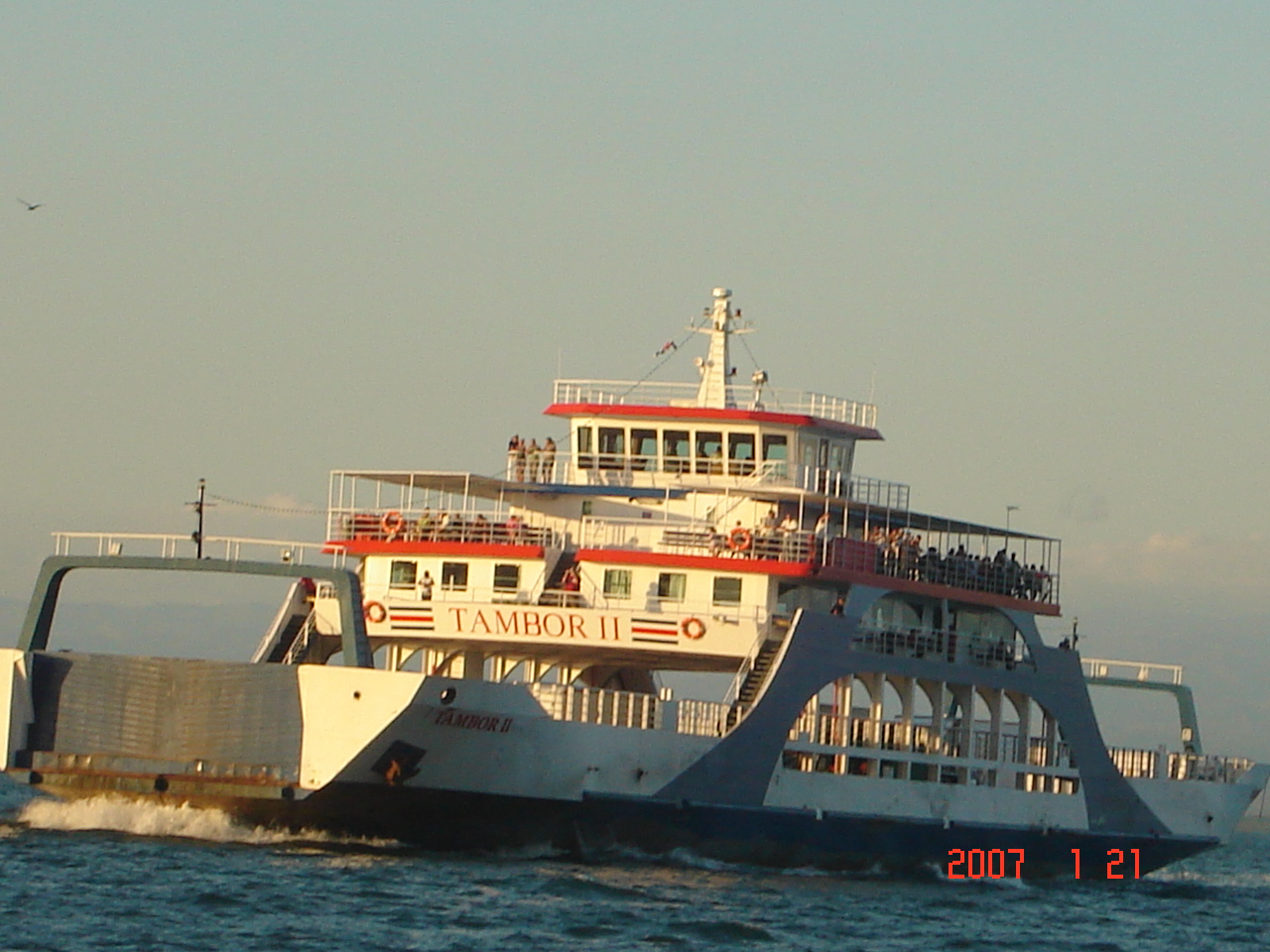
Ferry que comunica la ciudad de Puntarenas con playa Tambor.

El Pacífico central de Costa Rica es una de las zonas de mayor importancia turística del país. Su auge como destino turístico data de la década de 1940, cuando fue declarada balneario nacional. En la actualidad, su fácil acceso desde el Valle Central continúa permitiendo que conserve su condición de centro turístico especialmente entre los costarricenses, aunque la remodelación del muelle principal permite el atraco de cruceros y esto a su vez genera la incursión de turistas nacionales y extranjeros.

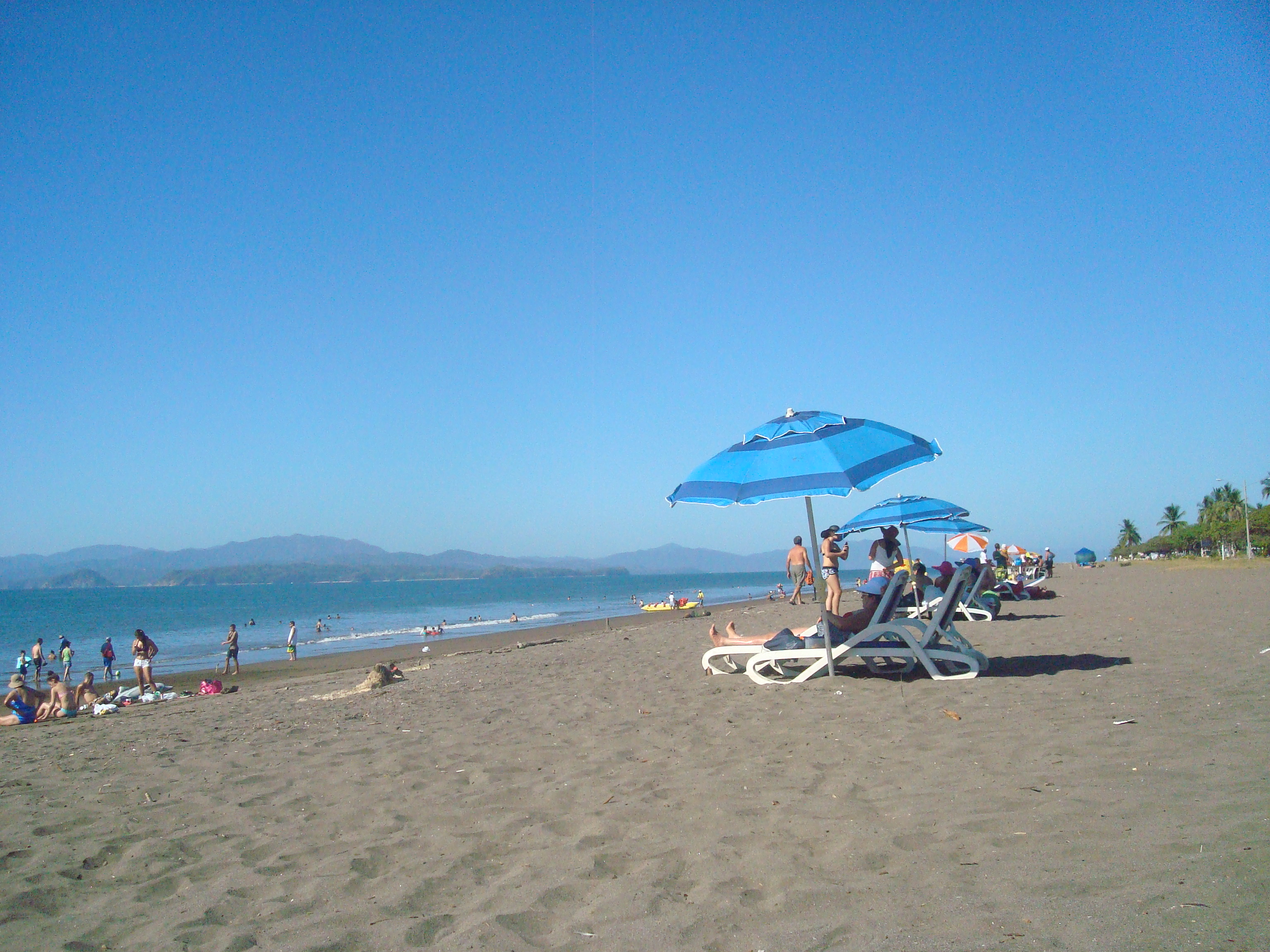
La playa de Puntarenas tiene aproximadamente 3 km de longitud. Es una playa de arena oscura, formada a partir de los sedimentos arrastrados por el río Barranca, y dedicada a las actividades de sol, mar, pesca y recreación. En la sección de La Punta, se encuentran el faro y los malecones, que sirven a su vez de miradores hacia el golfo de Nicoya. Existe vegetación a lo largo del litoral, principalmente palmeras, cocoteros y árboles de almendro tropical.

El centro principal del turismo en Puntarenas lo constituye el Paseo León Cortés Castro, conocido popularmente como Paseo de los Turistas. Es un bulevar peatonal y vehicular que se encuentra bordeando la playa, y en él se pueden encontrar quioscos, bares, hoteles, restaurantes y áreas para patinar y caminar, además de disfrutar del sol, el mar, la arena, la brisa y la sombra que ofrecen las palmeras y árboles de almendro de playa, característicos de la ciudad. Cerca del Paseo de los Turistas están las principales terminales de buses que conectan con Puntarenas, y al final del mismo está el ferry que cruza el Golfo de Nicoya. El Paseo de los Turistas cuenta con importantes sitios de referencia, como el muelle grande, el principal muelle de la ciudad de Puntarenas, donde atracan los cruceros y se encuentra la antigua Capitanía del Puerto, edificio patrimonial de estilo colonial, hasta el faro "La Punta", de 14 metros de altura y que se puede divisar desde 24 km mar adentro. El faro original fue indispensable para guiar a los barcos que venían del interior del golfo y en la actualidad el sitio es punto de reunión de turistas, atraídos por el llamativo faro, la plazoleta, los malecones, las lámparas de luz pública de estilo antiguo y la observación del mar, los barcos y las puestas de sol. Cercano al faro, se encuentra el San Lucas Beach Club, inaugurado en 2012 tras la remodelación del antiguo Balneario de Puntarenas. El balneario abre de martes a domingo e incluye un área de piscina, vestidores, salón de eventos, restaurante y dos salas corporativas. Puntarenas cuenta con una oficina del Instituto Costarricense de Turismo, ubicada en el Paseo de los Turistas.

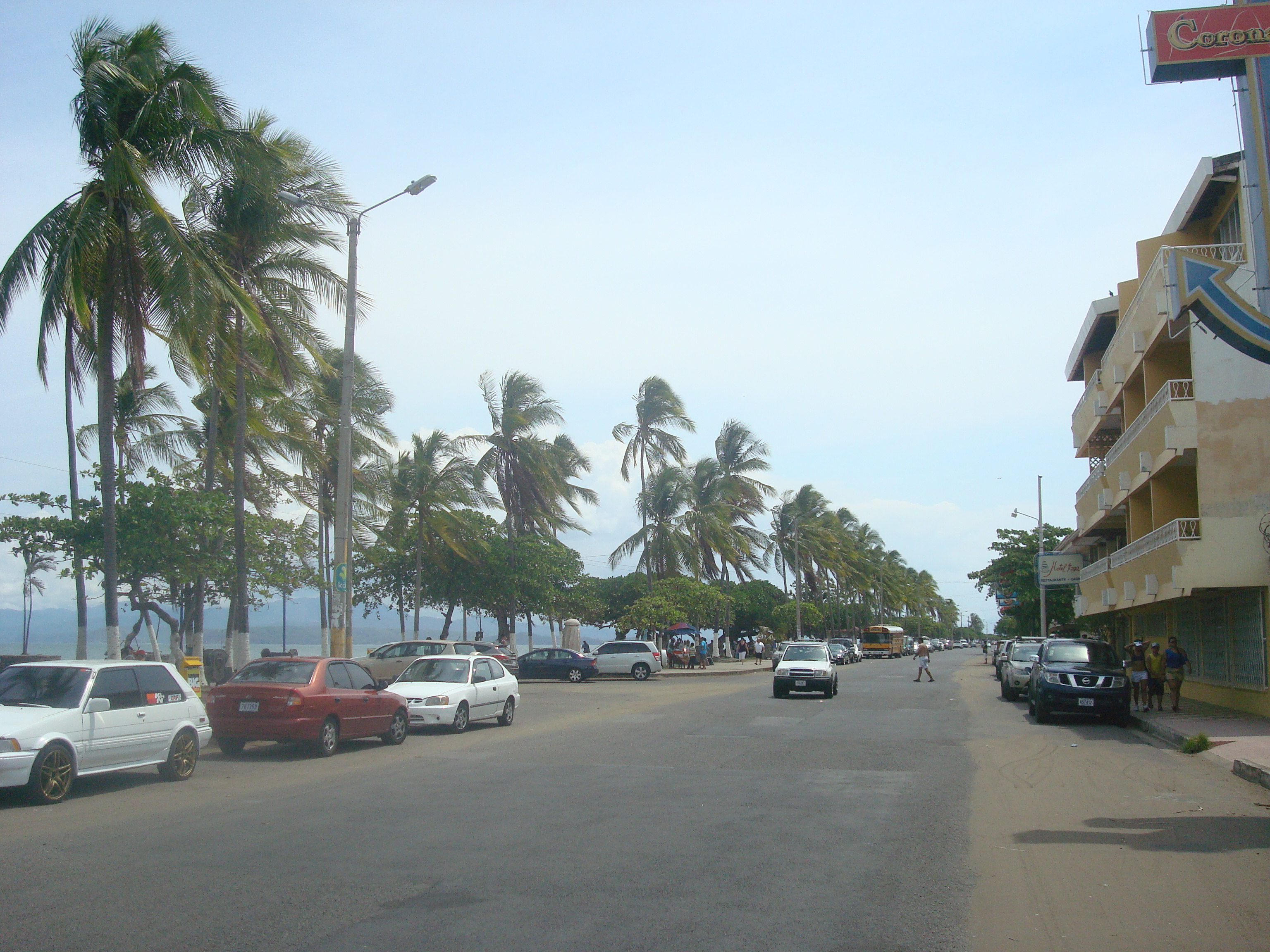
Avenida principal en el Paseo de los Turistas.

La ciudad de Puntarenas, como capital de la provincia, cuenta con diversos lugares históricos de interés turístico, entre los que se pueden mencionar la antigua Capitanía del Puerto de Puntarenas, la Iglesia del Sagrado Corazón de Jesús y la Casa de la Cultura, donde se ubica el Museo Histórico de la ciudad, ambos edificios comunicados por un bulevar de esculturas; la antigua aduana del puerto de Puntarenas, obra que se construyó en la administración de León Cortés Castro, y frente a la cual se detenían los trenes para cargar los diferentes productos que llegaban en los barcos y luego eran trasladados al Valle Central. El edificio de la antigua aduana corresponde actualmente a la Universidad Técnica Nacional de Costa Rica.
La Calle del Comercio fue durante mucho tiempo el centro de actividad más importante de la ciudad, dado que sobre ella se levantaron los primeros y más importantes hoteles de la época, por ejemplo, el hotel Fénix y el Miramar. En la actualidad, existen gran cantidad de hoteles sobre todo en el Paseo de los Turistas, destacándose el hotel Doubletree Resort de la cadena Hilton, ubicado en Barranca. Otros sitios memorables de Puntarenas fueron la Plaza de los Caites, nombre que se le dio porque una de las familias más antiguas de este cantón usaba un calzado de cuero al que denominaron "caites", y cuyo sitio ocupa en la actualidad el gimnasio municipal; Los Baños, un antiguo salón con vista a la playa, de la década de 1970, donde se organizaban bailes. Su sitio está ocupado actualmente por la Plaza Los Baños, donde se ubica La Concha Acústica, un anfiteatro con forma de concha cuyo techo simula las hojas de los almendros de playa. Otros parques urbanos de Puntarenas son el parque Mora y Cañas, el parque Victoria, el bulevar de la Catedral, la plaza del faro, etc.
En el aspecto educativo, en Puntarenas alberga el Parque Marino del Pacífico, institución fundada en el 2002, que se construyó en lo que fueron los patios del ferrocarril al Pacífico de la ciudad de Puntarenas. Cuenta con un parque para niños, amplias zonas de juegos, restaurante y tienda.  Entre sus exhibiciones externas, se pueden observar diversas especies al cuidado del Centro de Rescate y Rehabilitación, entre ellos cocodrilos, tortugas y pelícanos. Posee un acuario con gran cantidad de especies marinas, entre ellas pulpos, caballitos de mar, peces payaso, tiburones gato, morenas y otras.

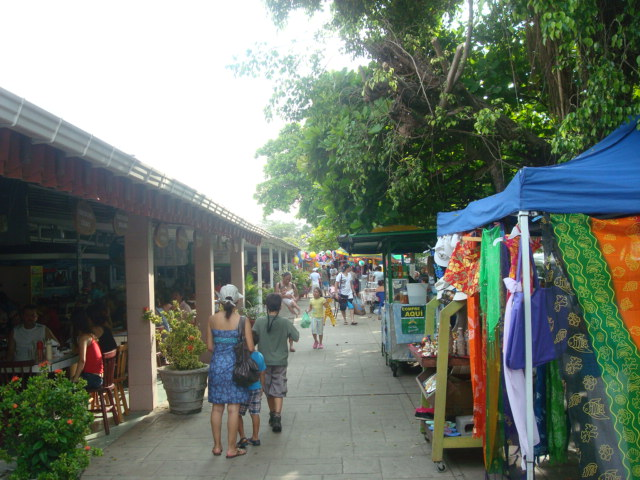
Bulevar en el Paseo de los Turistas.
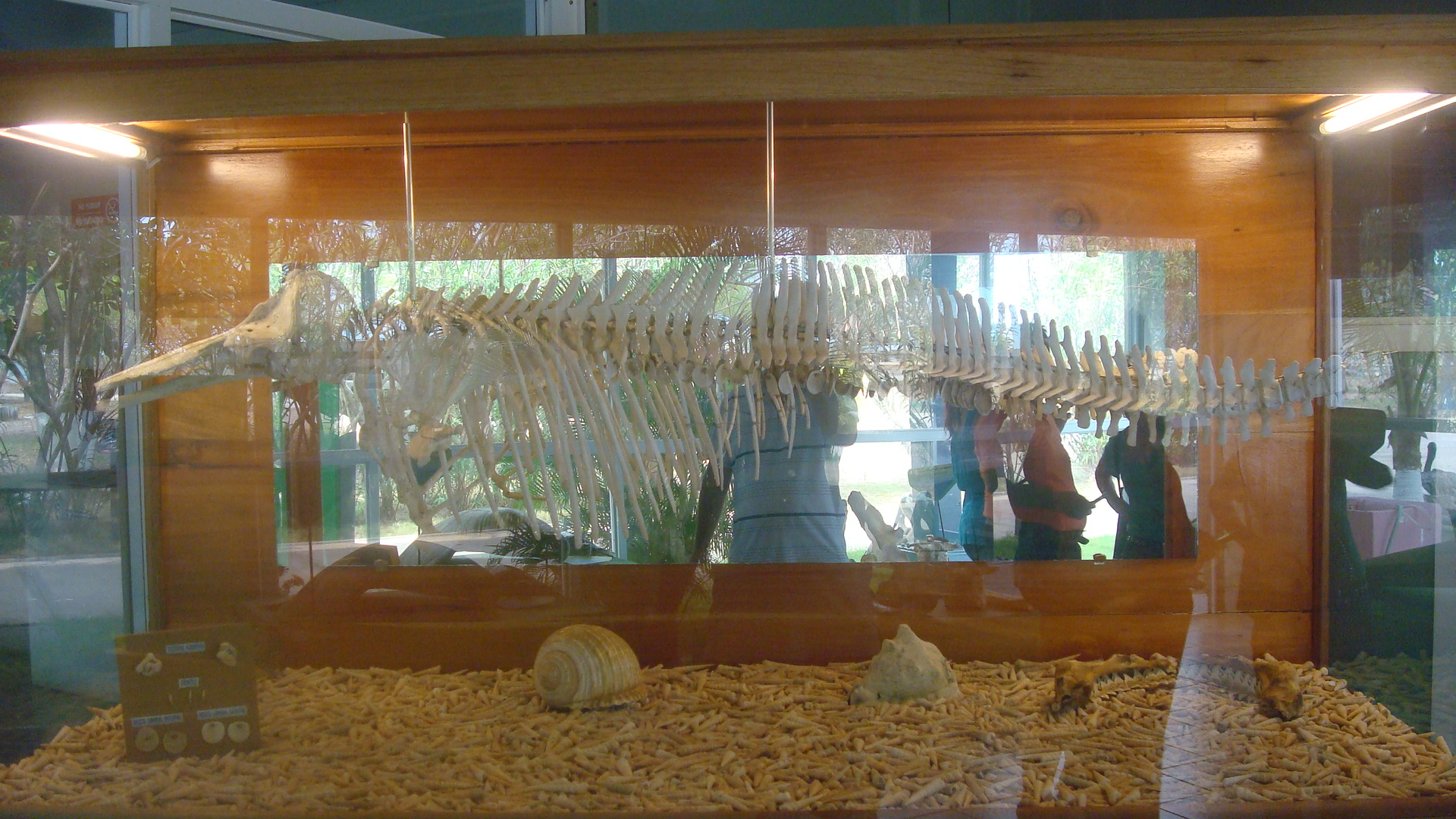
Interior del Parque Marino del Pacífico.
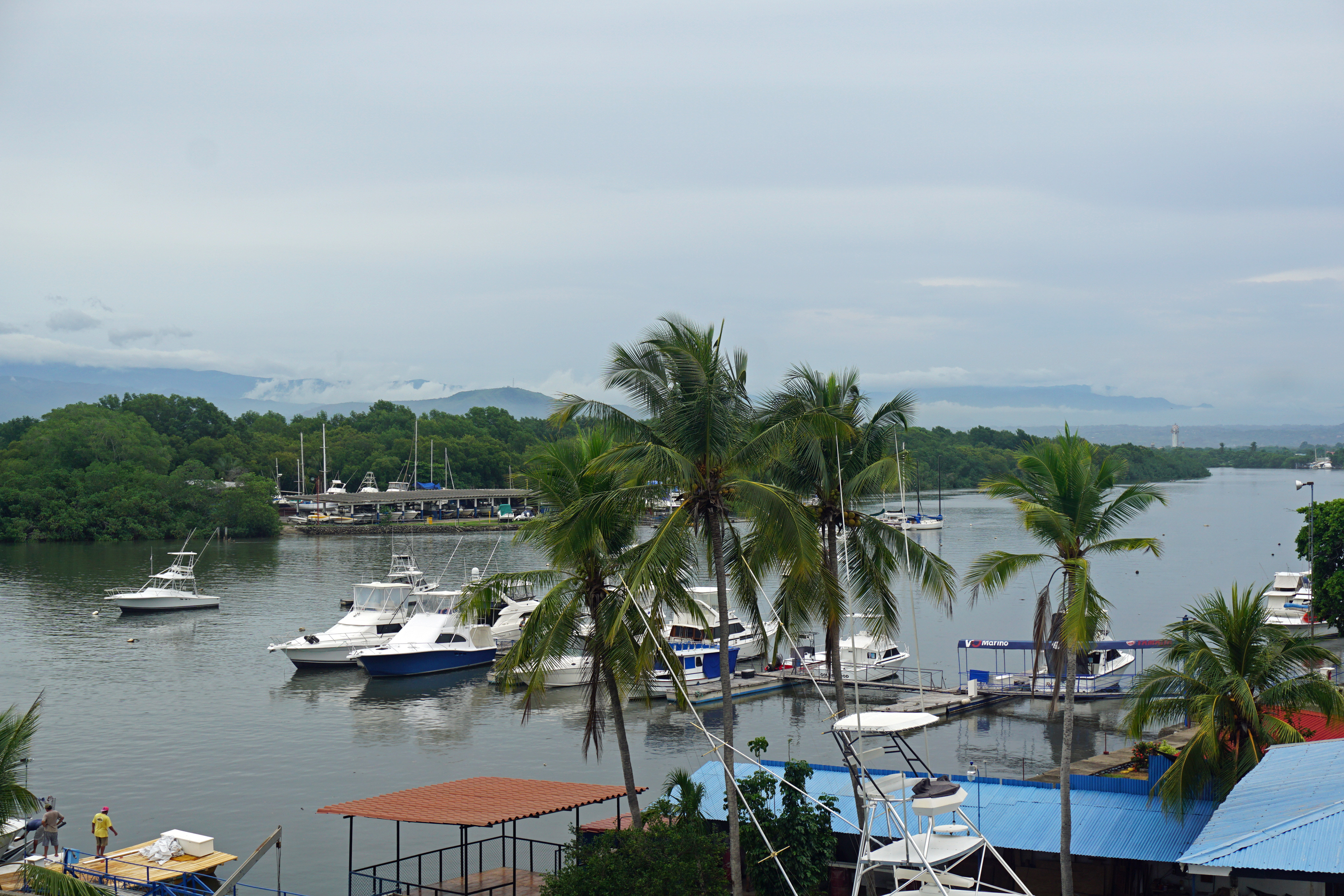
Costa Rica Yatch Club, La Angostura, Puntarenas.

## Cultura

### Arte

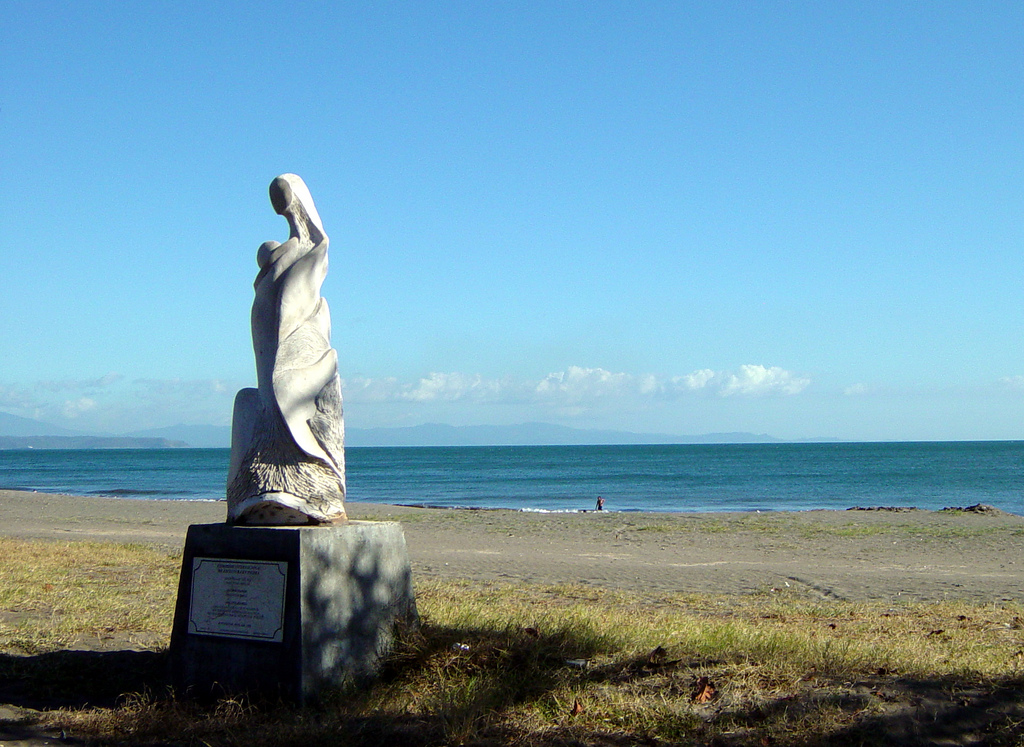
Escultura en la playa de Puntarenas.

El arte es un exponente importante también para la ciudad. Actualmente cuenta con más de 25 esculturas en piedra producto de simposios nacionales como internacionales y se ubican a lo largo del "Paseo de los Turistas" y en el bulevar de la catedral al aire libre para ser disfrutadas por el público, con pintores tanto de calidad nacional como internacional como los señores Guillermo Trejos Cob, Isidro Con Wong y Jorge Rodríguez Iogui (Premio nacional de escenografía 2008 y actualmente presidente de la Asociación de Artistas Puntareneses).
Existe una asociación de artistas puntarenenses que reúne diferentes disciplinas como teatro, danza y baile folclórico, pintura, escultura, música; que busca proyectar a los artistas locales a un nivel nacional e internacional.
Además, el teatro se vuelve una forma de expresión muy fuerte para Puntarenas donde residen dos Premios Nacionales de Teatro (2008), Pablo Sibaja, categoría de Mejor Actor de Reparto y Jorge Rodríguez Iogui en la categoría de Mejor Escenografía.
En el año 2019, se realizó la Exposición Arte y Vida en la Casa de la Cultura de Puntarenas, donde 74 artistas con sus obras realizaron un homenaje en honor al pintor puntarenense Isidro Con Wong.

### Patrimonio arquitectónico
Puntarenas posee varios edificios que han sido declarados patrimonio histórico-arquitectónico de Costa Rica. Entre los más destacados, se encuentra la antigua Capitanía del Puerto de Puntarenas, ubicada al inicio del Paseo de los Turistas. Se trata de un edificio de concreto con hierro galvanizado, de dos plantas, donde funcionó la oficina de inspección y control del muelle, construido en 1930, con arquitectura de estilo neocolonial. Otro inmueble destacado es la Casa Fait, ubicada frente al parque Victoria, una casa de dos pisos de arquitectura victoriana y costera (cuenta con grandes balcones y sistemas de ventilación propios de las costas), que data de 1924, construida por Alberto Fait Rocchi, y que albergó el consulado de los Estados Unidos entre 1950 y 1960.

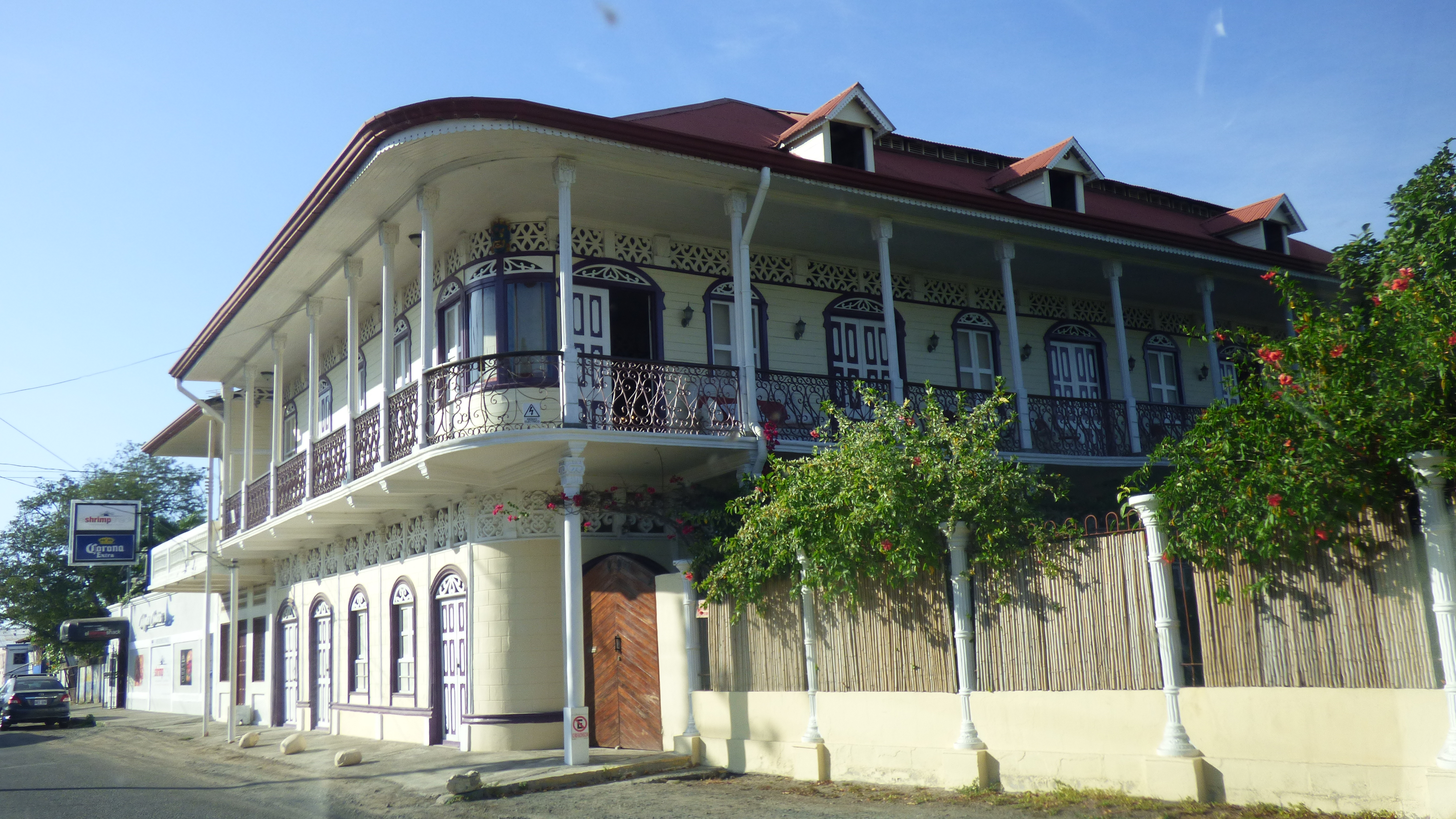
La Casa Fait data de 1925. Cuenta con arquitectura victoriana y costera, con amplios balcones y sistemas para mejorar la ventilación.

El principal centro religioso de la ciudad es la Iglesia del Sagrado Corazón de Jesús, ubicada en el barrio El Carmen. El templo data de 1902, y fue elevado al rango de Catedral el 27 de abril de 1998 tras la creación de la Diócesis de Puntarenas. Es la única catedral del país que tiene su entrada principal dirigida hacia el este. Se encuentra construida con piedras expuestas, extraídas de vetas de Esparza y Barranca, unidas por argamasa de cal y arena. Su piso, hecho de ladrillos, fue realizado por Humberto Canessa.
El muelle principal de Puntarenas fue construido en 1928. Se le llamó Muelle Grande, en contraposición al "muellecito", un pequeño muelle de hierro edificado en 1913 para satisfacer las necesidades de pescadores y comerciantes, y al cual el Muelle Grande substituyó. Este muelle facilitó la carga y descarga de los barcos, lo que permitió un auge impresionante del comercio y se constituyó en una de las principales fuentes de empleo del puerto entre 1929 y 1981. Actualmente es patrimonio arquitectónico de la ciudad de Puntarenas y es sitio de atraque de cruceros que visitan este puerto.
Otro edificio de relevancia histórica en la ciudad de Puntarenas es la Casa de la Cultura, que en el pasado funcionó como la Comandancia de Plaza de la Guardia Civil, incluyendo una sección destinada a la cárcel local. En 1977, el inmueble fue transferido del Ministerio de Seguridad Pública al Ministerio de Cultura, Juventud y Deportes.
Se trata de uno de los edificios más antiguos de la ciudad, cuya construcción se estima entre los años 1801 y 1850. Su arquitectura remite al estilo de los fortines coloniales españoles. Actualmente, la Casa de la Cultura alberga una sala de exposiciones, un anfiteatro, el Museo Histórico de la ciudad de Puntarenas y la biblioteca pública.
También son patrimonio el Mercado de Puntarenas, cuya estructura ha sufrido muy pocos cambios desde su inauguración, pues siempre se ha pintado del mismo color (anaranjado y blanco) como todos los edificios municipales del puerto. El Parque Mora y Cañas reviste importancia histórica pues rememora el sitio en el que fallecieron los próceres Juan Rafael Mora Porras y José María Cañas. Otro parque importante es el Parque Victoria, que por muchos años sirvió de sitio de encuentro de los habitantes del puerto, principalmente por las ejecuciones musicales que se realizaban en su quiosco y por ser el lugar donde se acostumbraba recibir el año nuevo. El parque lleva este nombre en remembranza de la victoria de Costa Rica en la Campaña Nacional de 1856-1857 contra los filibusteros de William Walker.
Otros edificios con la declaratoria de patrimonio son el antiguo matadero municipal de Puntarenas, la parte antigua de la escuela de barrio El Carmen, y el antiguo penal de la isla San Lucas.

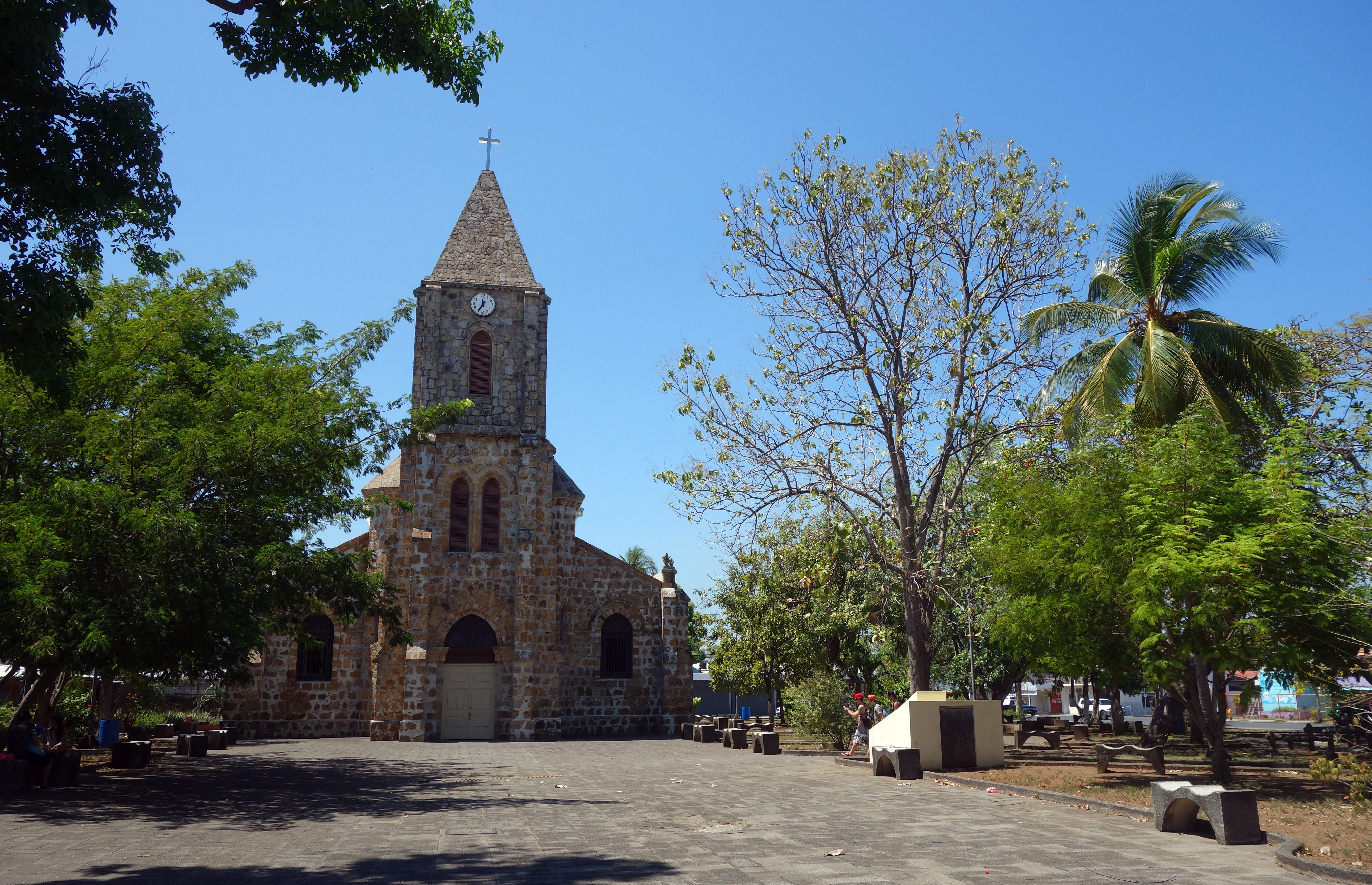
La Catedral de Puntarenas, construida en 1845, tiene la particularidad de estar edificada con la fachada hacia el oriente. Está construida con piedra y argamasa y tiene piso de ladrillos.
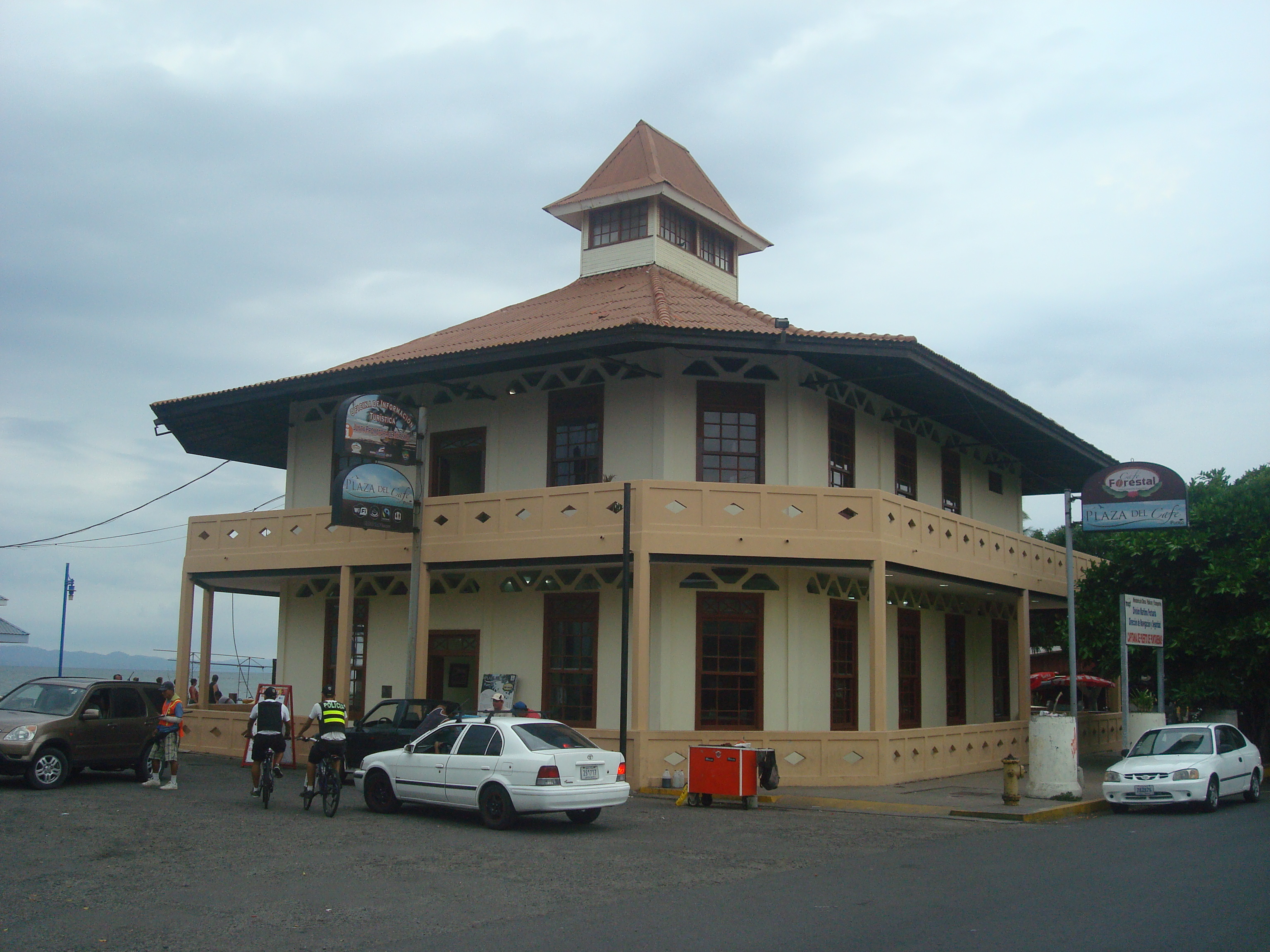
La antigua Capitanía de Puntarenas es un edificio icónico de la ciudad. Construida en 1938, de estilo neocolonial, posee corredores, balcones y grandes ventanas que le dan aire de frescura.
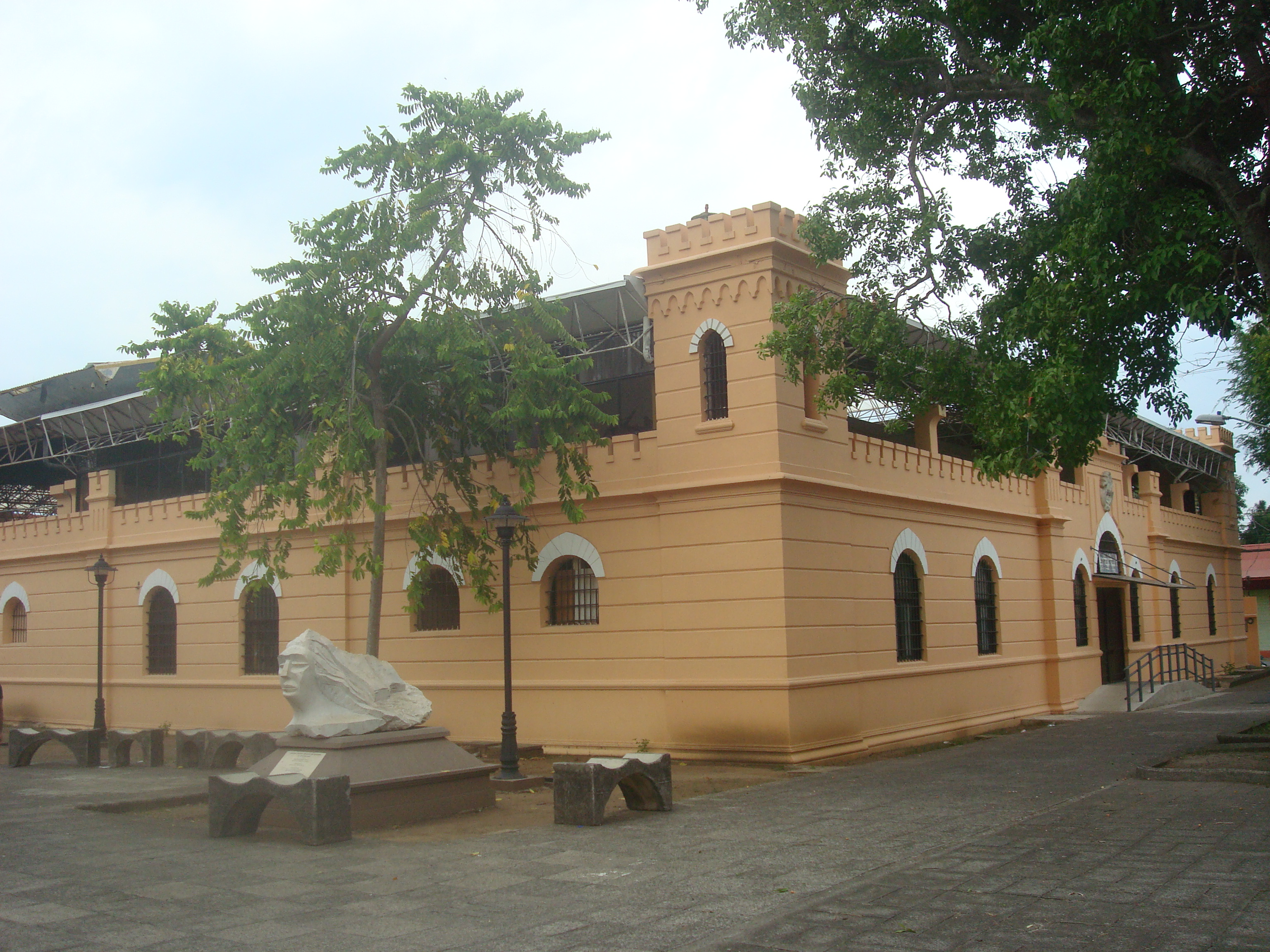
Casa de la Cultura Elsie Canessa de Odio, ubicada en la antigua Comandancia de Plaza de Puntarenas. Presenta arquitectura tipo colonial, semejante a un fortín español.
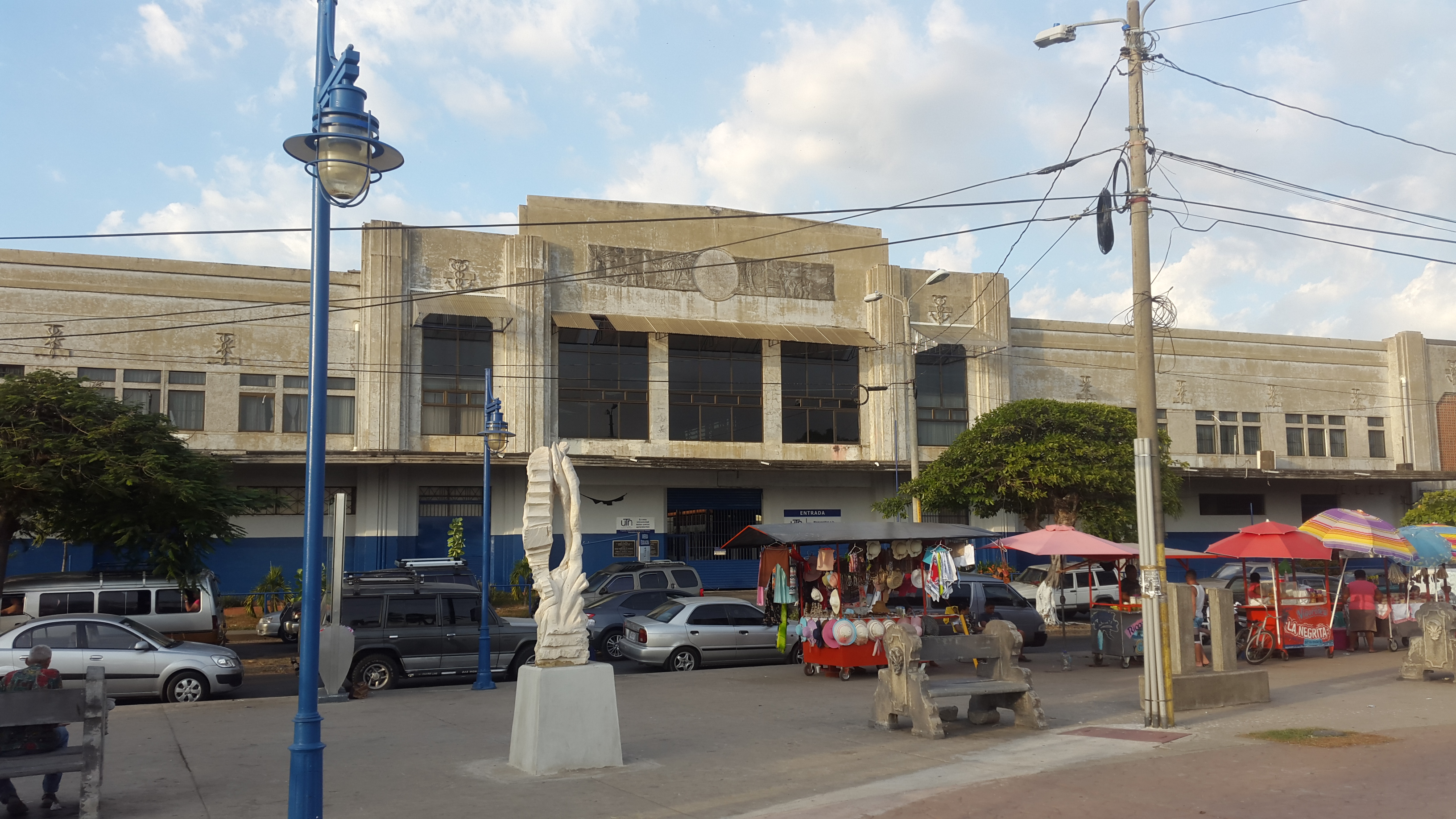
Antigua aduana del puerto de Puntarenas. En este edificio se realizaba la carga y descarga del ferrocarril del Pacífico. Actualmente patrimonio arquitectónico y sede de la Universidad Técnica Nacional.

### Música
La música tradicional costeña puntarenense se caracteriza por la celebración de las tonadas, inspiradas en las "fiestas de los novios", las "velas de los angelitos", el carnaval de Puntarenas, o las leyendas propias de la región. Durante la colonia española en Costa Rica, Puntarenas recibió influencia tanto del Virreinato de Nueva España como el Virreinato de Nueva Granada. Esto se refleja en su música, la cual se distingue por la campera, que es la combinación de música campesina con algún ritmo criollo, como la cumbia colombiana y el tambito generaleño. También presenta mucha influencia de la música tropical.
El himno oficial de la ciudad y la provincia de Puntarenas es el bolero Recordando mi puerto, del compositor josefino Orlando Zeledón Castro, y que ha sido interpretada por cantantes como el emblemático bolerista puntarenense Gilberto Hernández y la Sonora Santanera.

### Carnavales
Los Carnavales de Puntarenas se realizan en el verano, entre febrero y marzo de cada año, antes del inicio de la Cuaresma, y datan de 1970. En ellos se realizan desfiles de coloridas comparsas, carrozas, mascaradas, hombres en zancos, motociclistas y bandas musicales locales a lo largo del Paseo de los Turistas, en medio de un ambiente de fiesta. Además, se realizan conciertos, festividades y distintos espectáculos. También se realizan actividades deportivas y culturales, un tope, juegos de pólvora y la coronación de la Reina del Carnaval.

### Gastronomía
Puntarenas es el principal puerto del Pacífico costarricense, polo del desarrollo costero, en cuya cocina predominan los platillos a base de los productos del mar. Desde antes de la conquista, los pueblos prehispánicos que habitaban la región se alimentaban de muy diversos moluscos, como las chuchecas y las pianguas, así como de gran variedad de caracoles, mejillones y almejas, así como de ciertas ostras, peces de río y de estero, y especialmente de atún. En la época colonial, Puntarenas recibió diversos productos del comercio marítimo, principalmente con Panamá. Luego de su declaratoria como puerto en 1848, Puntarenas se convirtió en el principal receptor de productos importados de Europa, principalmente de Inglaterra, país al que Costa Rica vendía su café. Por su condición de puerto, la gastronomía puntarenense ha recibido influencias de inmigrantes de muy diversos países que han arribado a la ciudad a lo largo de su historia, que han incorporado parte de la gastronomía de sus países a la cocina porteña. También es de destacar el aporte africano y, sobre todo, de la cocina tradicional china, a partir del arribo de inmigrantes de ese país en 1855.

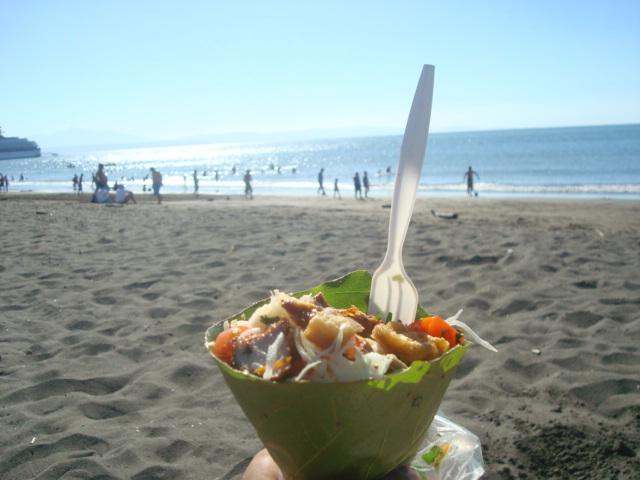
El distintivo vigorón de Puntarenas se sirve en hojas de almendro de playa.

El plato de bandera de Puntarenas es el ceviche. La preparación de ceviche puntarenense consiste en picar en pequeños trocitos el pescado, chucheca o plátano (menos el camarón que se deja entero) y agregarles después mucho jugo de limón, cebolla, chile dulce, culantro y sal al gusto. El plato se sirve frío, acompañado de galletas saladas, plátano verde hervido o patacones. En ocasiones se le puede agregar aceite vegetal, salsa inglesa, salsa de tomate, tabasco o mayonesa, a gusto del comensal. Durante mucho tiempo, fue popular en el puerto el consumo de cambute, un caracol de gran tamaño y exquisito sabor.
Entre los platos a base pescados y mariscos, predominan el pescado entero frito, la langosta a la parrilla y diversos platillos de productos marinos al ajillo o en mantequilla. Las sopas se preparan con camarón o mariscos, sopas en leche, sopa de cabezas y aletas de pescados. También se prepara la olla de carne, que aunque no se haga con mariscos, es un platillo representativo de la provincia. De herencia africana son los platillos que incluyen al plátano, como los patacones, que son rodajas de plátano verde frito. Los mariscos también se preparan en mezclas de arroz, como el arroz con camarones o con calamares, y el arroz guacho, un plato de arroz más aguado tipo sopa, que se puede elaborar de mariscos de la zona, cerdo o pollo. También son platillos a base de pescado el salpicón, que es atún con olores. Cuando la carne está suave se seca y desmenuza, aparte se hace una salsa con tomates, condimentos y olores bien picados, la cual se pone a hervir a fuego lento. Por último se le rocía la salsa a la carne de atún desmenuzada. Todos estos platos se pueden acompañar con escabeche, una guarnición a base de verduras: se pone a sudar en una sartén con mantequilla y un poquito de agua verduras como chayote, zanahoria, vainicas, coliflor, brócoli y algunos olores y condimentos como cebolla, hoja de laurel y clavo de olor. Luego se deja enfriar, cuando las verduras están tibias se les agrega vinagre y se tapa.

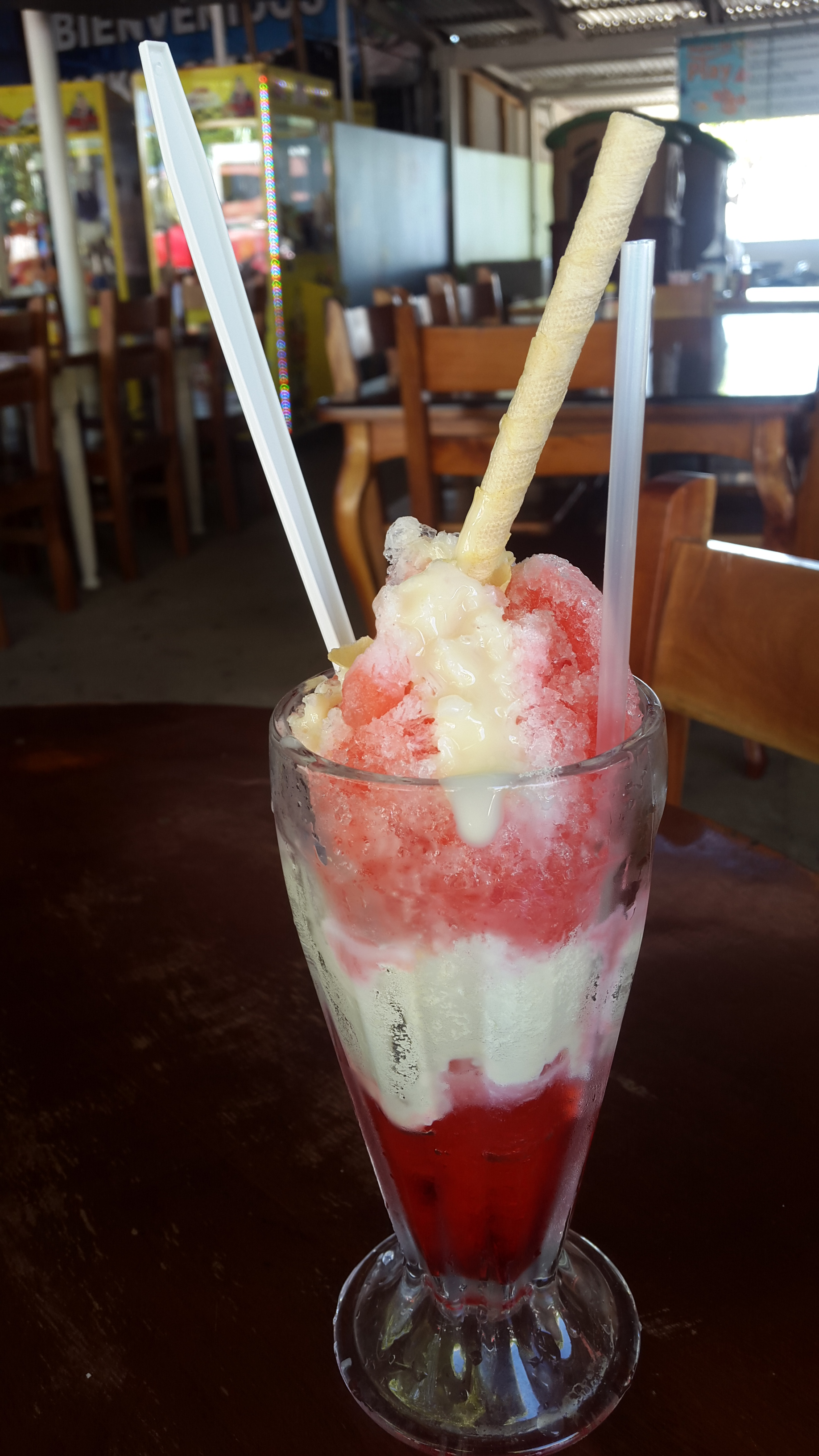
El churchil, granizado porteño por excelencia.

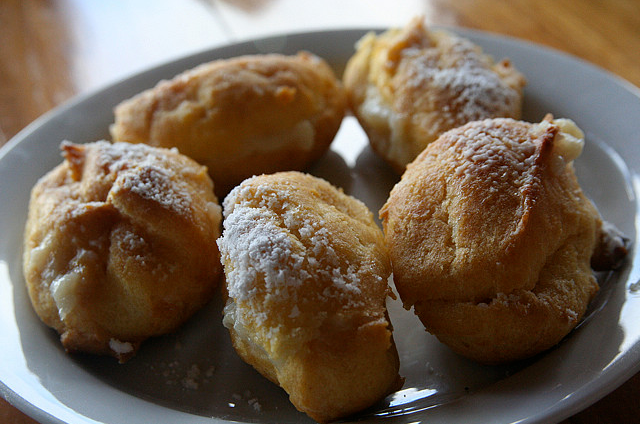
Buñuelos, postre tradicional de Puntarenas.

Otro plato importante del puerto es el vigorón, que consiste en chicharrones con repollo picado, yuca, se adereza con chimichurri (tomate picado, con salsas y vinagre), todo servido en una o dos hojas de almendro. Es frecuente encontrar vendedores ambulantes (generalmente mujeres) que ofrecen el platillo a todo lo largo del Paseo de los Turistas.
Entre las bebidas típicas del puerto, se encuentran la resbaladera, hecha con arroz licuado acompañado de canela, nuez moscada, azúcar al gusto, hielo y leche; el fresco de tamarindo, hecho de la pulpa de este fruto; el Agua de pipa, bebida preferida para calmar la sed e hidratarse, extraída del fruto de la palmera; la horchata, que se hace con maní y arroz licuado, leche, cacao y azúcar.
Los postres más distintivos de la región son los granizados, un helado hecho con hielo raspado, endulzado con cualquier tipo de sirope, acompañado de leche en polvo y leche condensada. El de más prestigio es el churchil, que se prepara igual que el granizado, solamente que se le agrega una o más bolas de helado al gusto. Puntarenas, sin embargo, ofrece también gran cantidad de dulces: buñuelos, cajetas de coco, pan batido, pan de rosa, quesadillas de queso, pan de leche, alfajores, tres leches, piñoñates, limoncitos de azúcar, alborotos, suspiros, turrones y rabanitos de dulce. En Puntarenas abundan también las frutas tropicales, muchas de ellas que solamente se encuentran en la región costera del Pacífico: plátano, banano y guineo, jocotes, guindas, papaturro negro y blanco, varias clases de cítricos, piñas, guayabas, cas, maracuyá, nance, sandía, varios tipos de mangos, papaya, melón criollo, manzana de agua, fruta de pan, zapote, guanábana, tamarindo, níspero, granadilla real, pitahaya, cohombro y marañón.

### Personas destacadas
- Antonio Obando Chan (Puntarenas, 1960-1975): estudiante de noveno año del Liceo José Martí, portero, baloncestista y karateca, quien el 13 de septiembre de 1975 salvó a tres niños durante un terrible accidente en el que murieron 50 personas, pasajeros de un autobús que cayó al estero de Puntarenas. Cuando bajó al rescate del cuarto, dejó su vida en el fondo del estero. Tenía 15 años. El pueblo de Puntarenas le recuerda como "El Héroe de la Angostura". En Costa Rica existe el Premio al Mérito Civil Antonio Obando Chan, que se le otorga a los ciudadanos por acciones heroicas que son ejemplo de solidaridad, entrega, desinterés, valor, compromiso social y poner en juego su propia vida para ayudar a los demás. También el Liceo Antonio Obando Chan de Puntarenas lleva este nombre en su honor.
- Fray Casiano de Madrid (Madrid, 1892- Puntarenas, 1965): fraile franciscano que dedicó su vida a recoger a los niños y a los jóvenes de la calle, brindándoles educación y oficio, la gente en Puntarenas lo considera un Santo y sus restos se encuentran en la Iglesia de Nuestra Señora del Carmen.
- Miguel Ángel «Lito» Pérez Treacy (Puntarenas, 1905-1958): futbolista de la Sociedad Gimnástica Española de San José con cuyo nombre se bautizó el estadio de fútbol.
- Hilda Chen Apuy Espinoza (Puntarenas, 1927-2017): educadora y escritora de ascendencia china, catedrática de la Universidad de Costa Rica y difusora de las culturas orientales en Costa Rica, experta en filosofías, artes y letras. Recibió el Premio Nacional de Cultura Magón 2003 y el Premio Rodrigo Facio Brenes 2008.
- Isidro Con Wong (Puntarenas, 1931): artista, pintor y escultor de ascendencia china.
- Elizabeth Odio Benito (Puntarenas, 1939): Política y abogada. Desde 2016 es jueza de la Corte Interamericana de Derechos Humanos. Fue jueza de la Corte Penal Internacional (2003-2012), Segunda Vicepresidenta de la República (1998-2002) y ministra de gobierno en varias ocasiones.
- María Claudia Garnier (Puntarenas, 1960): Miss Costa Rica 1977 (madre de Mariluz Bermúdez, actriz radicada en México).

### Deporte

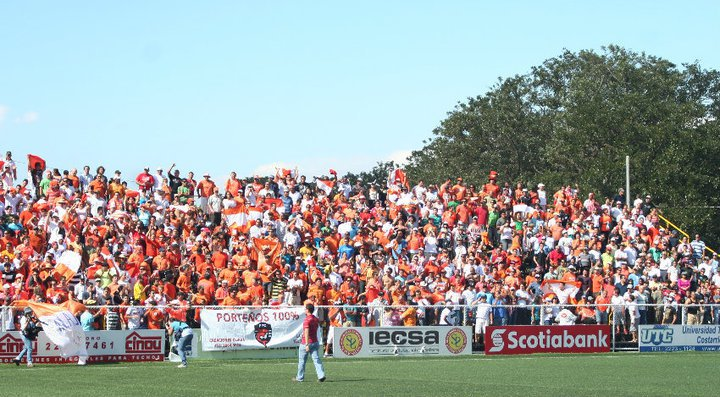
Aficionados "chuchequeros", como se les conoce a los fanes de los equipos de Puntarenas, vestidos con los característicos colores de la ciudad, anaranjado y blanco.

Como en el resto del país, el deporte más popular del puerto es el fútbol. Durante muchos años, el principal equipo de fútbol de la ciudad fue el Municipal Puntarenas, que llegó a ganar el campeonato nacional de 1986. El principal equipo en la actualidad es el Puntarenas FC, campeón centroamericano en 2006 y subcampeón nacional en dos oportunidades. Otros equipos importantes de la ciudad han sido la Asociación Deportiva Puntarenense y el Asturias de Puntarenas. El principal recinto deportivo para la práctica del fútbol es el estadio Lito Pérez. Entre los futbolistas históricos nacidos en Puntarenas o que militaron en equipos de la provincia se encuentran Miguel Ángel «Lito» Pérez Treacy, Didier Gutiérrez, Ascensión Lepanteño Moraga, Franklin Curro Suárez, Eduardo Pistón Velásquez, Miguel Mike Aguirre, José A. Mendoza, Daniel Patona Vásquez, José Santos Pelón Martínez, Alfonso Estupiñán, Trino Pilila Mena, Fernando Correcaminos Rodríguez, Álvaro Castro, Tomás Velásquez, Gerardo Cebolla Gutiérrez, Jorge Gugui Ulate, Johnny Alvarado, Ricardo Sardina García, Carlos Toppings, Jorge Cheves, Luis Galagarza, Leonidas Flores, Carlos Velásquez, Kléber Ponce, Hermidio Barrantes, Luis Diego Arnáez, Javier Astúa y Alfredo Diablo Contreras, entre otros. 
En Puntarenas se organiza un evento deportivo muy popular cada año, la denominada carrera atlética reina del país: la Clásica Sol y Arena, que regularmente se organiza en el mes de marzo o en el mes de abril. Este evento es de muchos beneficios para Puntarenas, ya que al asisten aproximadamente hasta 7000 atletas o más por año.